# EV1 Atlantische Kustroute
De Atlantische Kustroute (Atlantic Coast Route) is een EuroVelo-fietsroute op Europese schaal, die vooral bedoeld is voor fietsvakanties.
De fietsroute is met 11150 km de langste van de Europese fietsroutes. Ze verbindt de Noordkaap in Noorwegen met Caminha in Portugal. De route doorkruist West-Europa in noord-zuidrichting langs de Atlantische kust en passeert zes landen: Noorwegen, het Verenigd Koninkrijk, Ierland, Frankrijk, Spanje en Portugal.
De route is afgewerkt, behalve delen in Noorwegen, Ierland en Spanje (status 2020). in de meeste landen is ze ook bewegwijzerd met EuroVelo-wegwijzers.

## Route
EuroVelo 1 heeft 9 officiële etappes :
- Land van de Middernachtzon ( Noorwegen)
- Land van de Fjorden ( Noorwegen)
- Keltische Valleien ( Schotland)
- Keltische Kust ( Noord-Ierland,  Ierland)
- Van Groot-Brittannië tot Frans Bretagne ( Wales,  Engeland,  Frankrijk)
- Van de Atlantische Oceaan tot het koninkrijk Navarra ( Frankrijk,  Spanje)
- Wijnen en Werelderfgoed ( Spanje)
- Nieuwe Wereld en Zonnige Stranden ( Spanje,  Portugal)
- De wilde Atlantische Oceaan ( Portugal)

Per land zijn dit zijn de belangrijkste steden die doorkruist worden :
| Land                                            | Belangrijke steden onderweg (kruising met andere EuroVelo)                               |
| ----------------------------------------------- | ---------------------------------------------------------------------------------------- |
| Noorwegen                                       | Noordkaap (EV7, EV11), Tromsø, Vestvågøy, Bodø, Trondheim (EV3), Ålesund, Bergen (EV12). |
| Verenigd Koninkrijk ( Schotland, Noord-Ierland) | Aberdeen (EV12), Inverness (EV12), Glasgow, Stranraer, Belfast                           |
| Ierland                                         | Galway (EV2), Limerick, Cork, Rosslare                                                   |
| Verenigd Koninkrijk ( Wales, Engeland)          | Fishguard, Cardiff, Newport (EV2), Bristol, Bath (EV2),Plymouth                          |
| Frankrijk (Velodyssée)                          | Roscoff (EV4), Nantes (EV6), La Rochelle, Arcachon, Bayonne, Hendaye                     |
| Spanje                                          | Pamplona (EV3), Logroño, Burgos (EV3), Salamanca, Mérida, Huelva                         |
| Portugal                                        | Faro, Sagres, Lissabon, Porto, Caminha                                                   |

### Noorwegen
De fietsroute begint aan de Noordkaap, het noordelijkste punt van Europa, en volgt dan de Noorse westkust. Ze passeert Noorse toeristische trekpleisters zoals de rotskunstsite van Alta, het eiland Senja en de panoramische route van de Ersfjord, de Lofoten-eilanden, de Vega-archipel, Trondheim, de Atlantische Weg (Atlanterhavsveien), Ålesund, de vuurtoren van Runde, deSognefjord en Bergen. In 2020 is de route volledig open en bewegwijzerd. De route loopt de gehele weg parallel met de landelijke route 1. Kystruta, één van de nationale fietsroutes van Noorwegen.

Sinds 2008 zijn er geen veerverbindingen meer tussen het VK en Noorwegen. Alleen het vliegtuig verbindt Bergen en de Schotse stad Aberdeen.

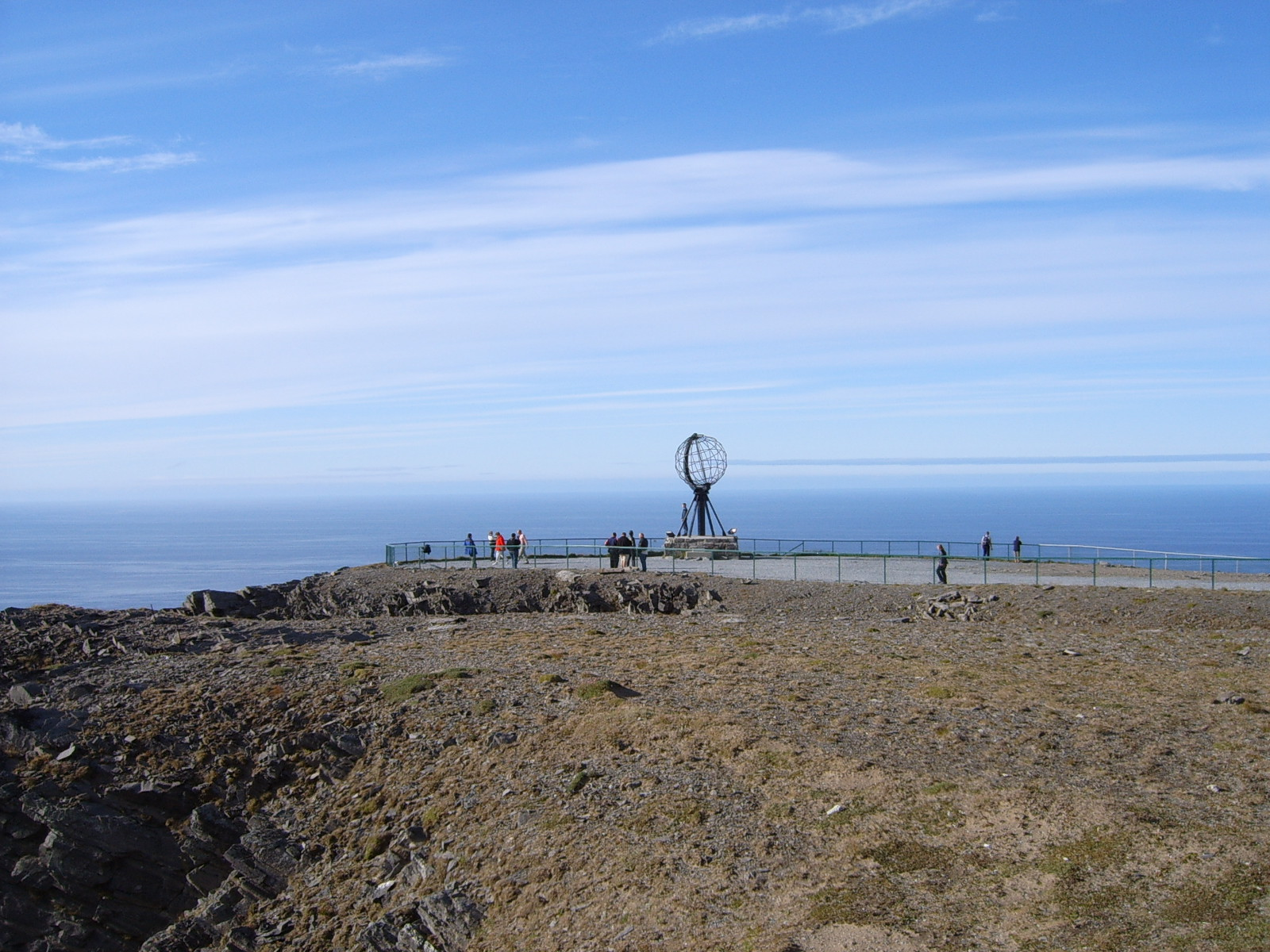
Noordkaap
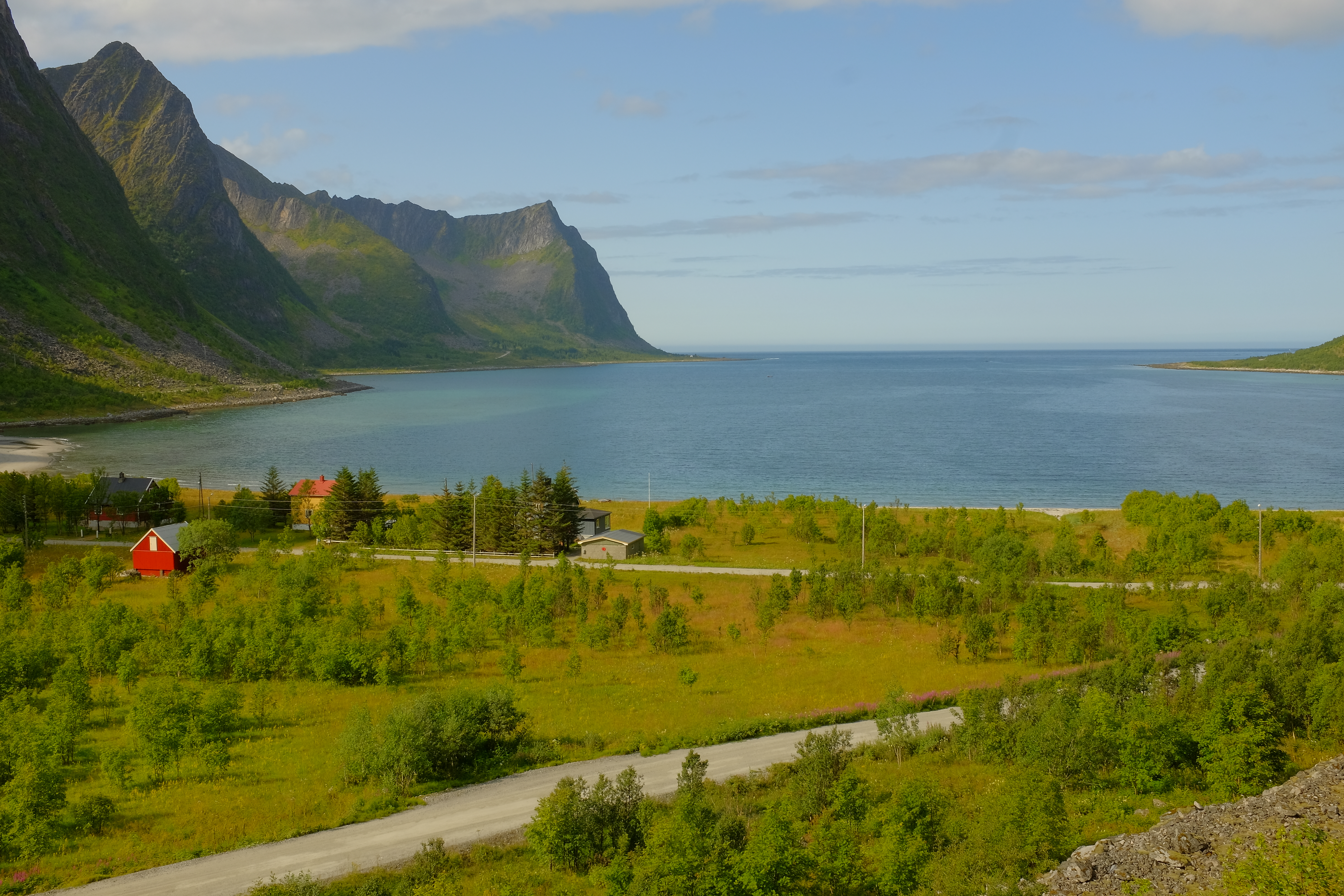
Ersfjord
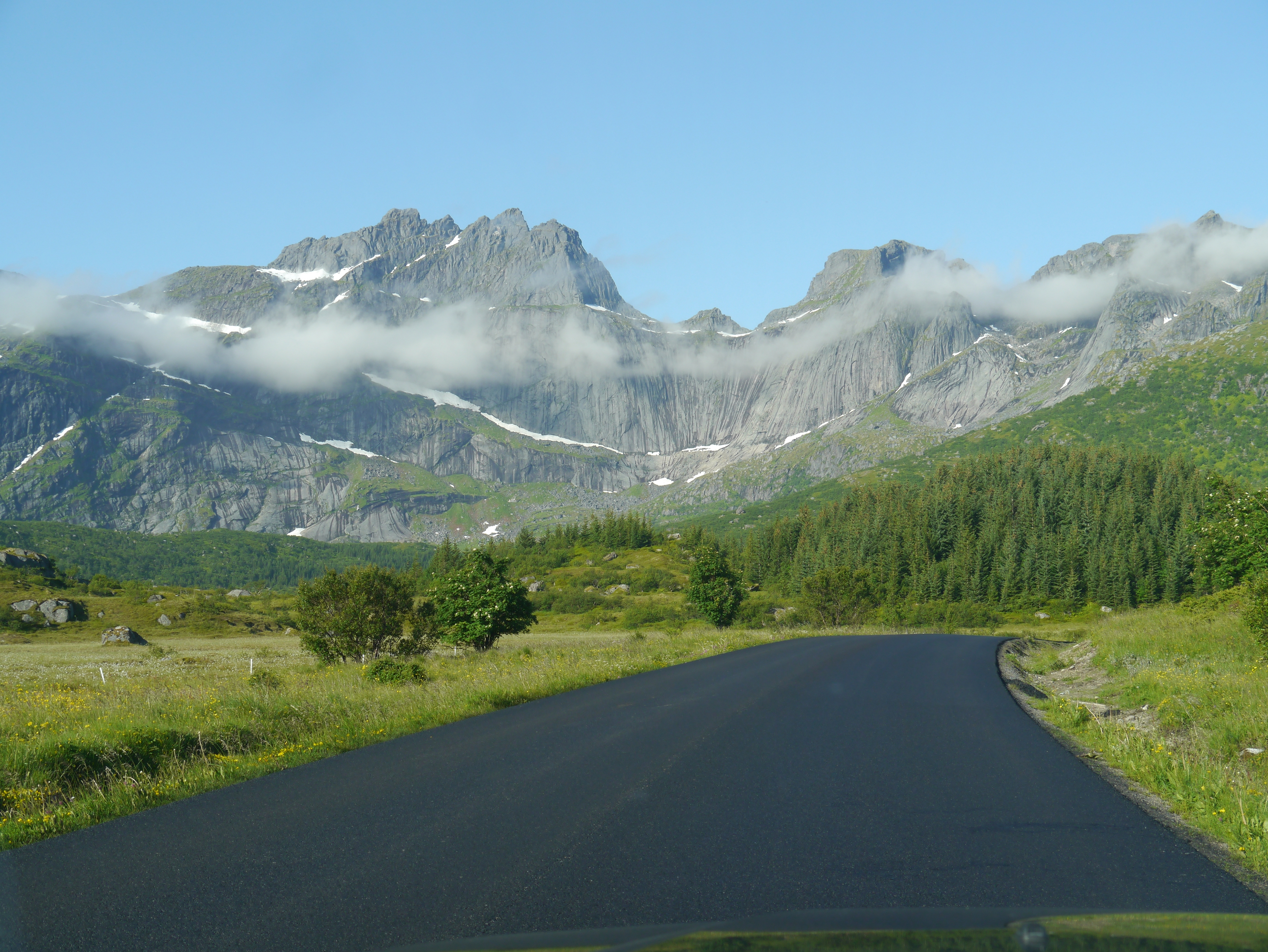
Lofoten
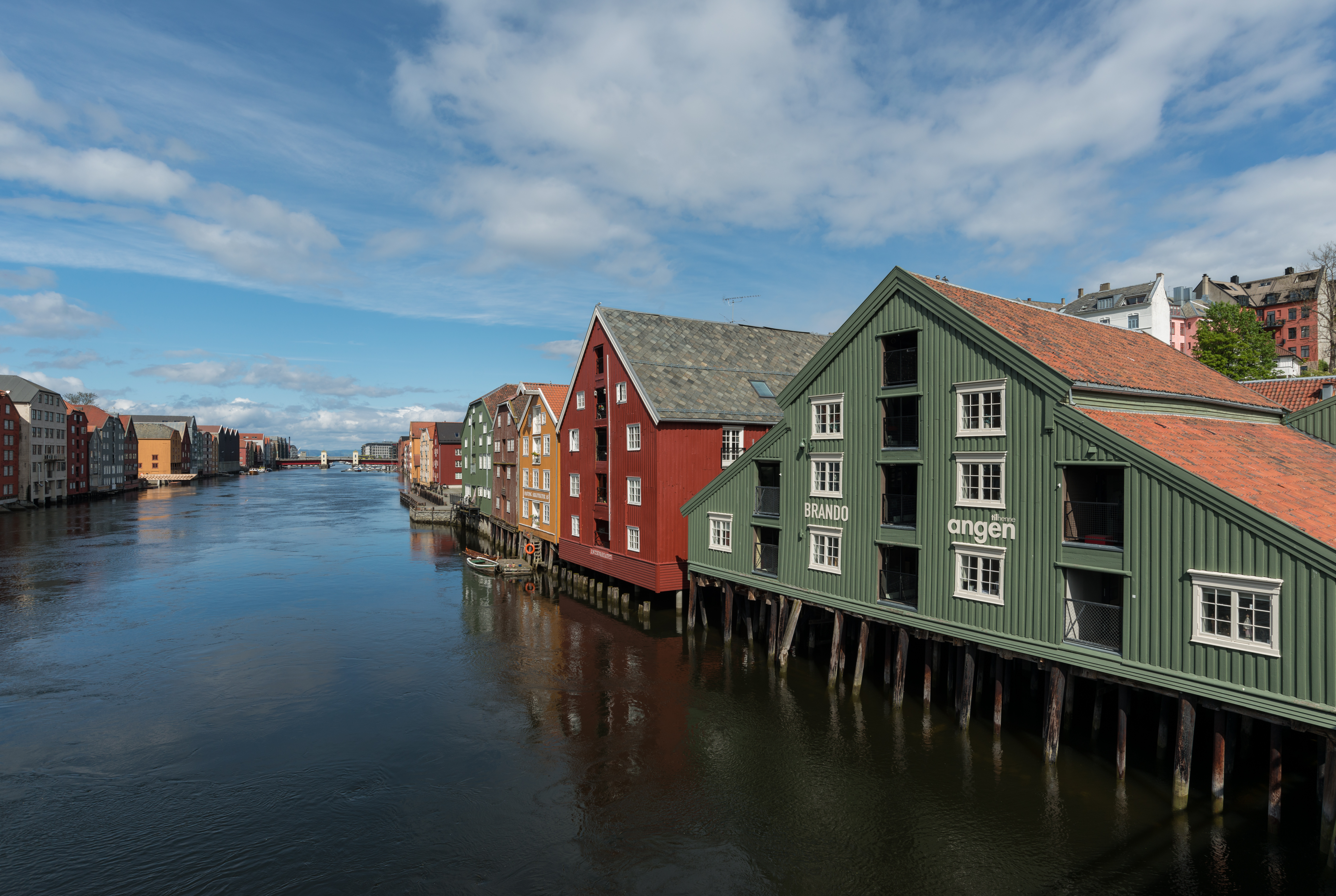
Trondheim
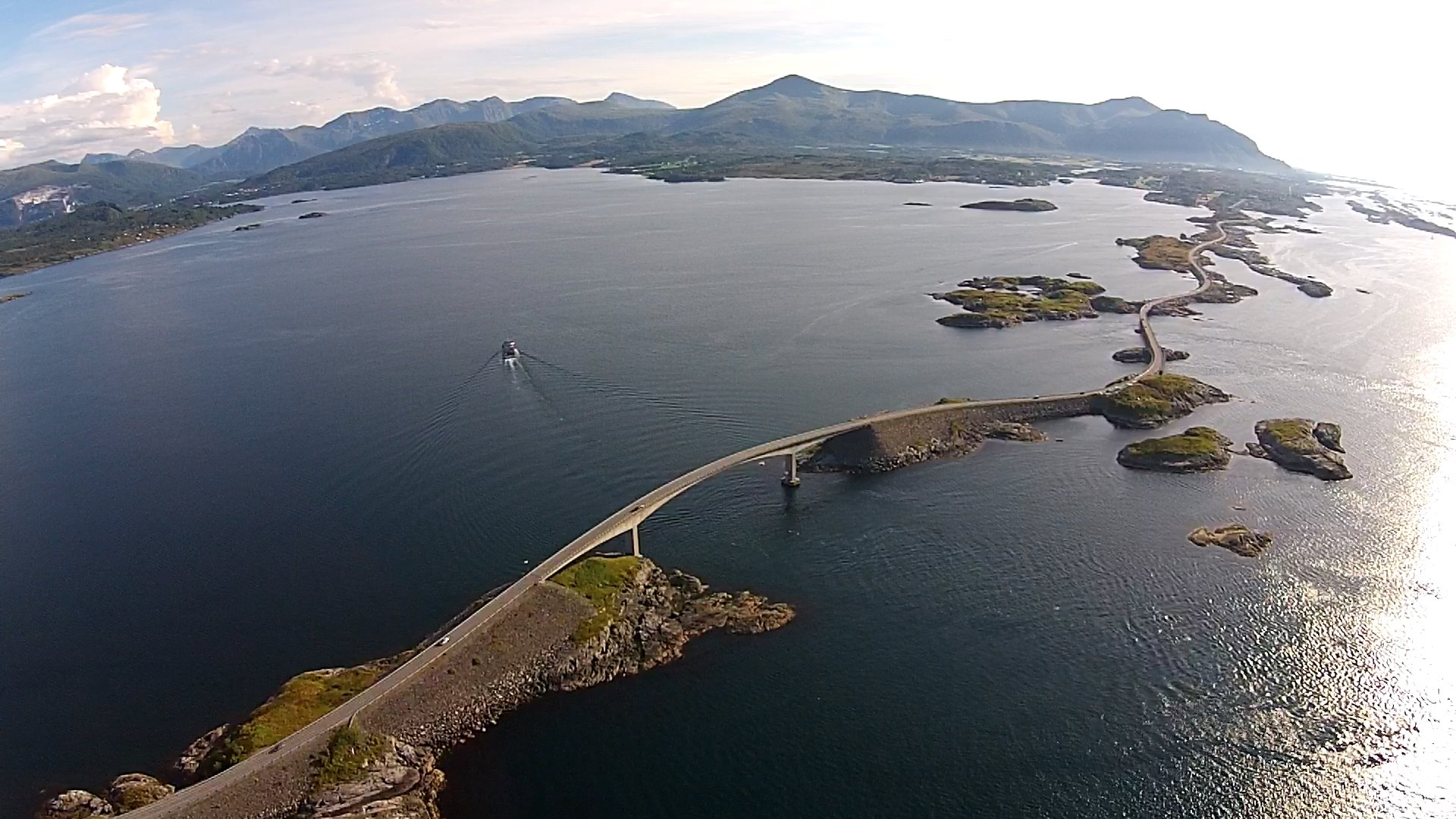
Atlantische Weg
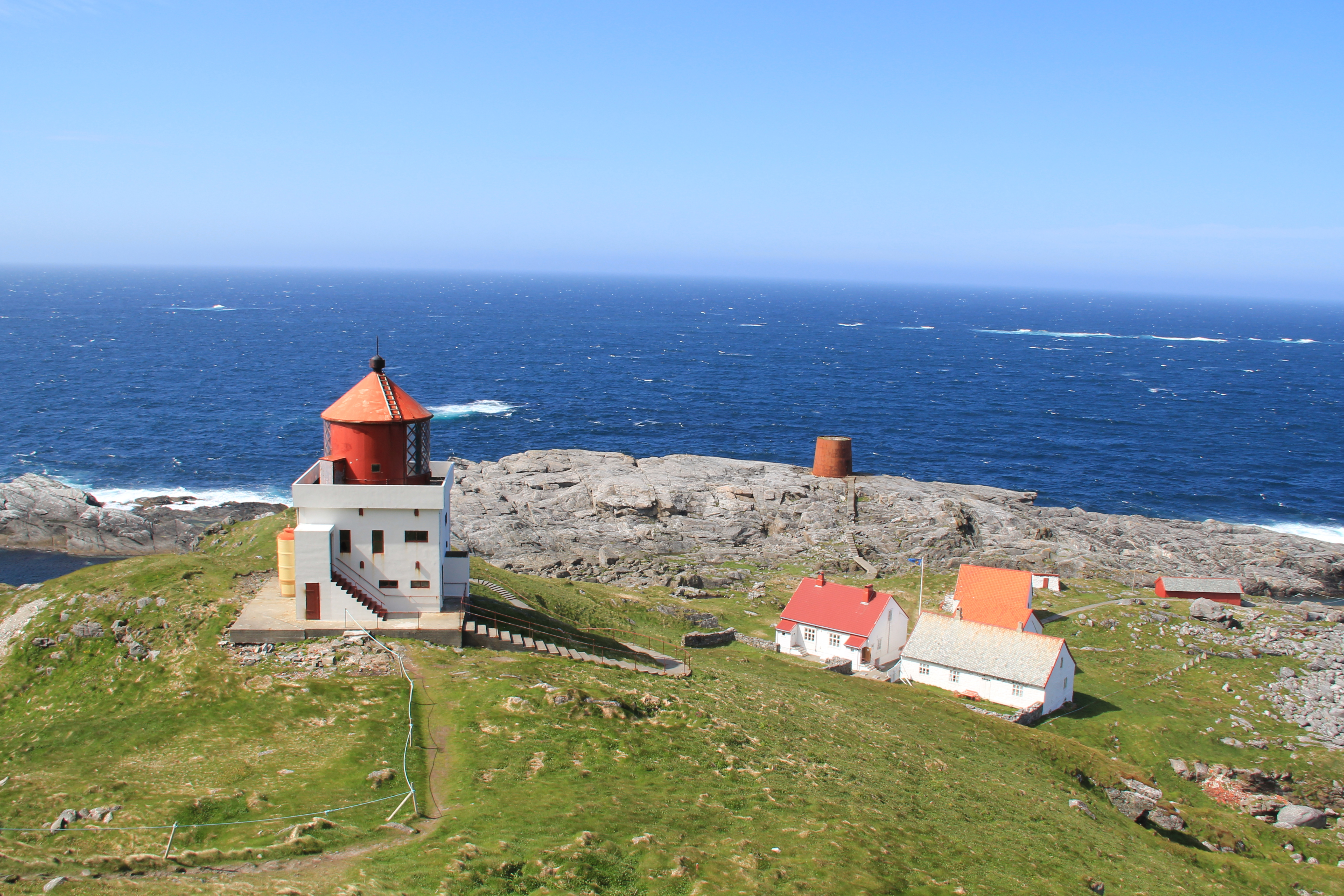
Vuurtoren van Runde
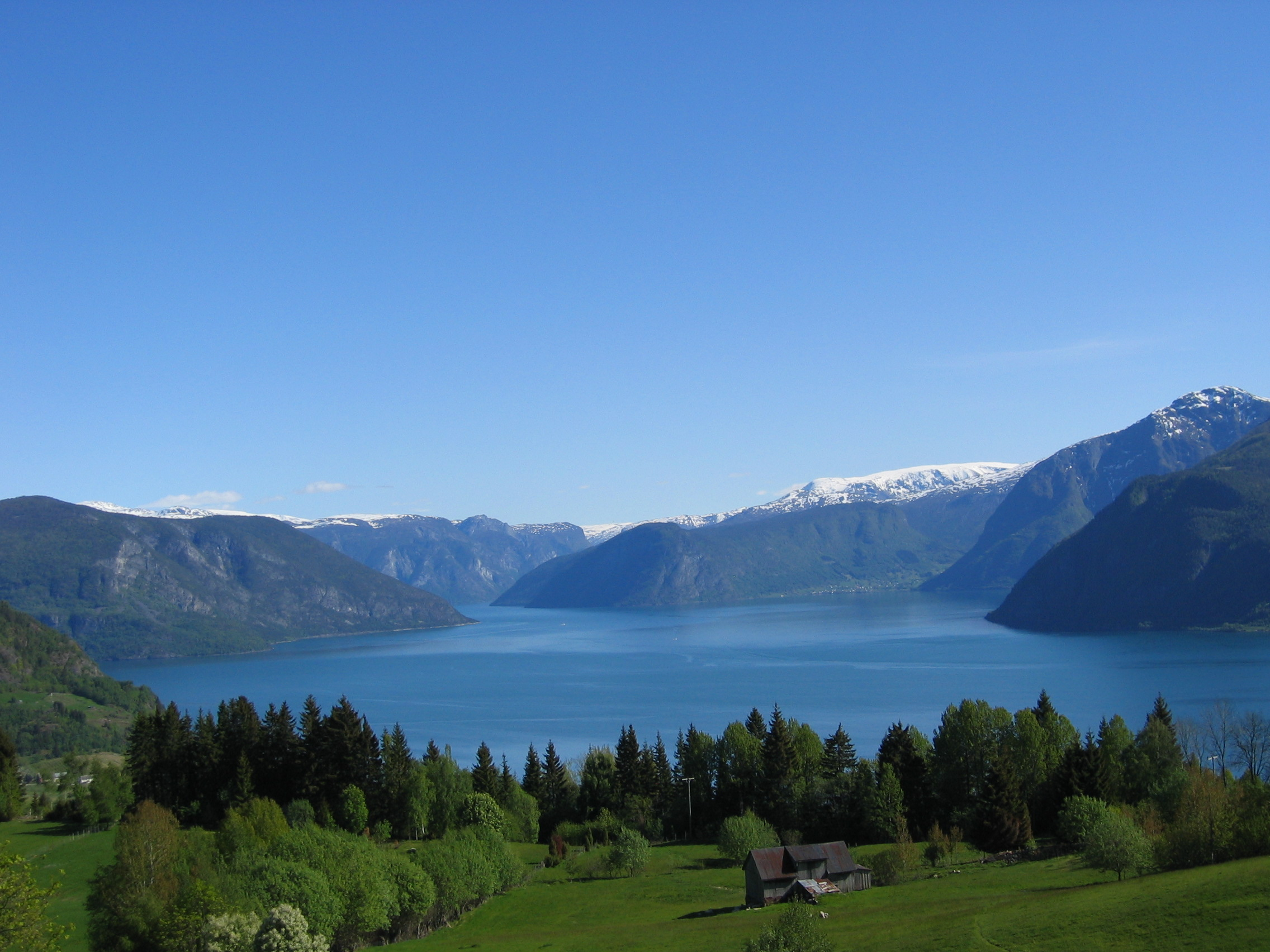
Sognefjord
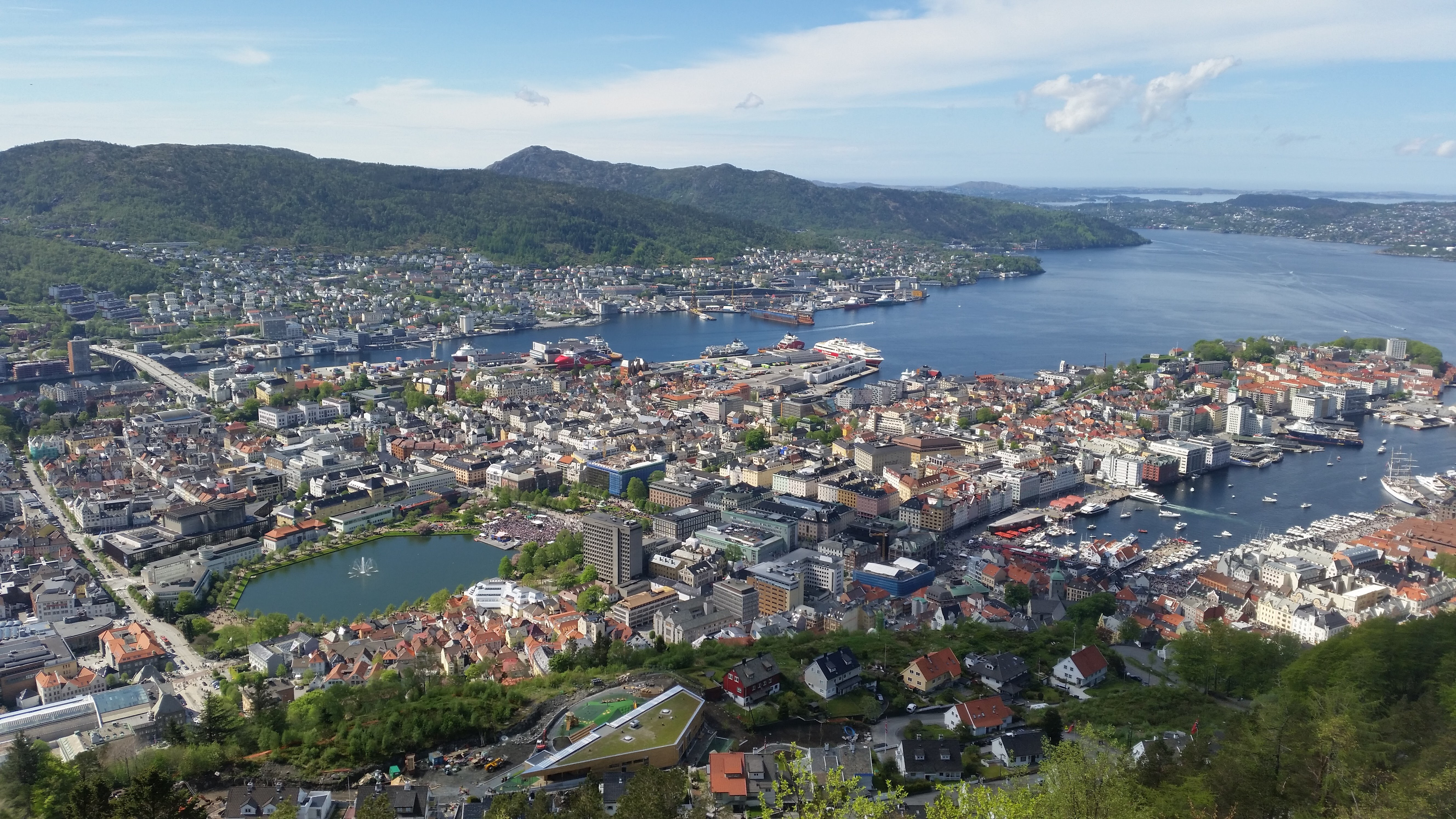
Bergen

### Schotland
De Schotse etappe begint in Aberdeen en doorkruist vervolgens de regio van noord naar zuid langs de kust van Moray, Nairn, het slagveld van Culloden, de nationale parken de Cairngorms, Loch Lomond en de Trossachs, Glasgow, de regio's Galloway en South Aryshire en ten slotte Stranraer.

In 2020 is de route volledig open en bewegwijzerd. Er wordt gebruik gemaakt van de bewegwijzering van het National Cycle Network. 

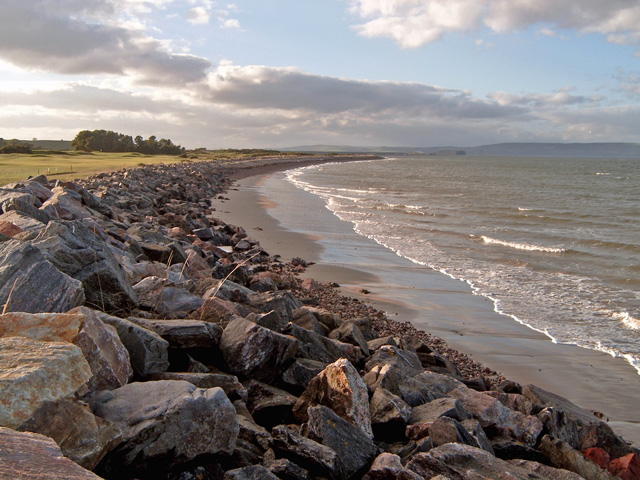
Nairn
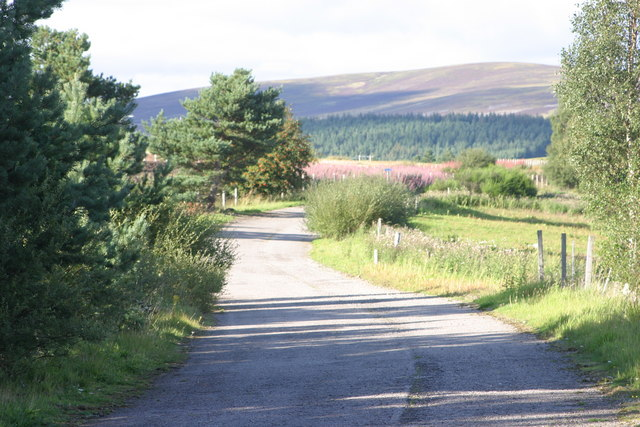
EV1 naar Inverness
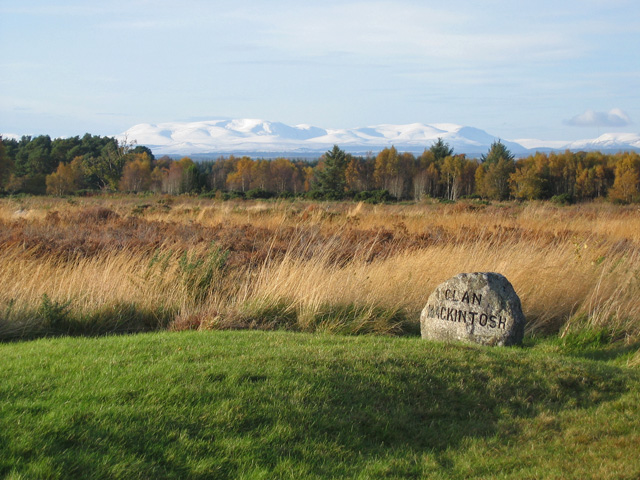
Slagveld van Culloden
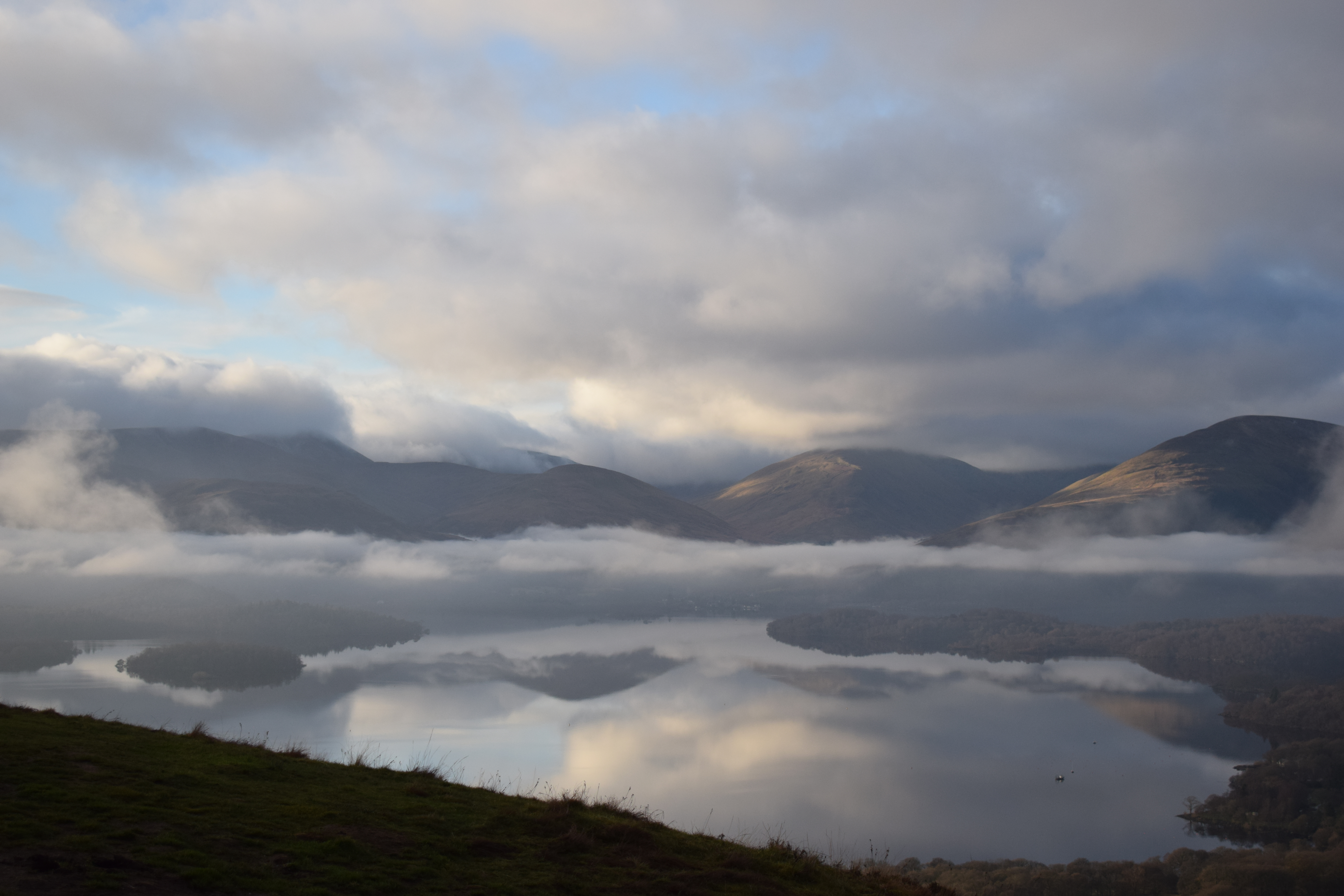
Loch Lomond
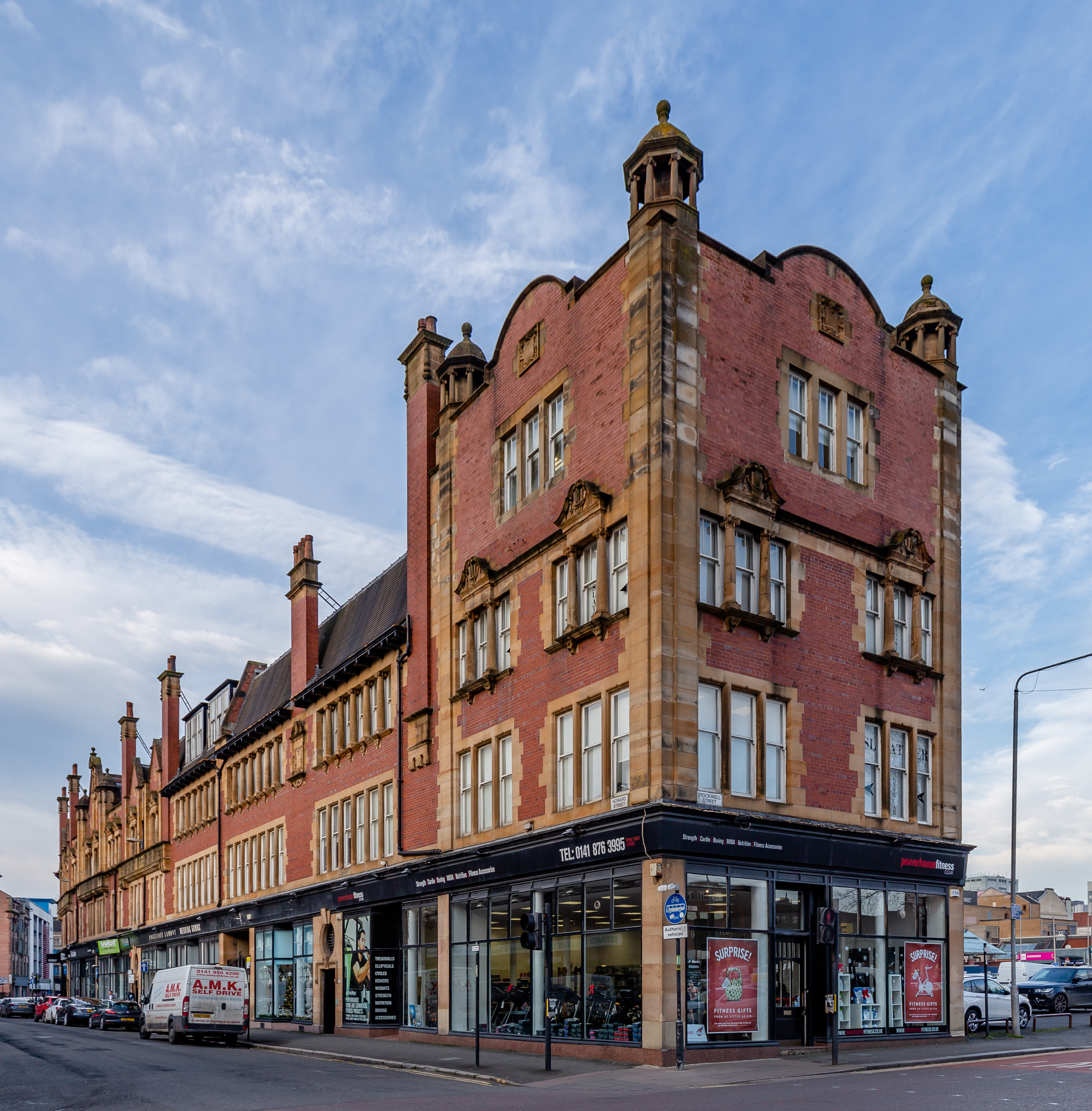
Glasgow
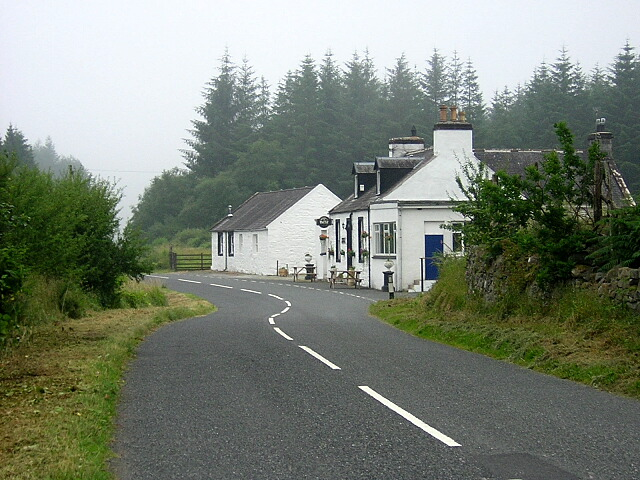
Galloway
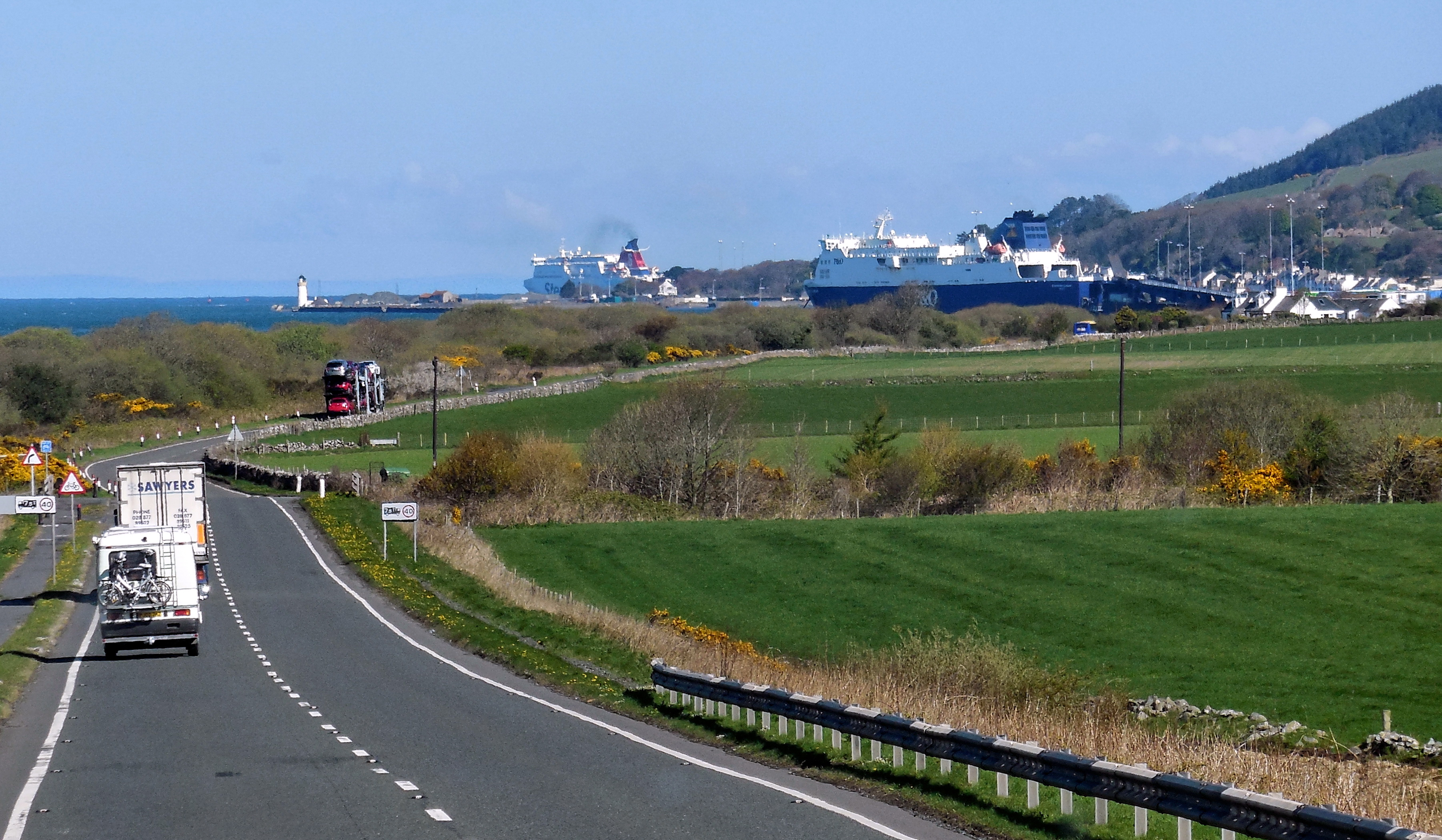
Stranraer

### Noord-Ierland - Ierland
Het gedeelte in Noord-Ierland begint in Belfast en doorkruist de regio van oost naar west door Lough Neagh, Londonderry, Ráth Mealtain (Ramelton), Ardara en de grotten van Maghera, Mullaghmore, Sligo, Enniscrone, Achill Island, Westport, Connemara National Park, Galway, de Kliffen van Moher, Skellig Michael Island, Cork, Waterford en Rosslare Europort.

In 2021 is de route, die de Atlantische kust van Londonderry naar Rosslare zal volgen, slechts gedeeltelijk klaar. De route is aangelegd en bewegwijzerd tussen Belfast en Leenaun over de Great Western Greenway, een oude spoorlijn (ongeveer 42 km), verder tussen Rathkeale en Abbeyfeale (35 km) en tussen Youghal en Rosslare (ongeveer 200 km). De rest van de route is gepland.

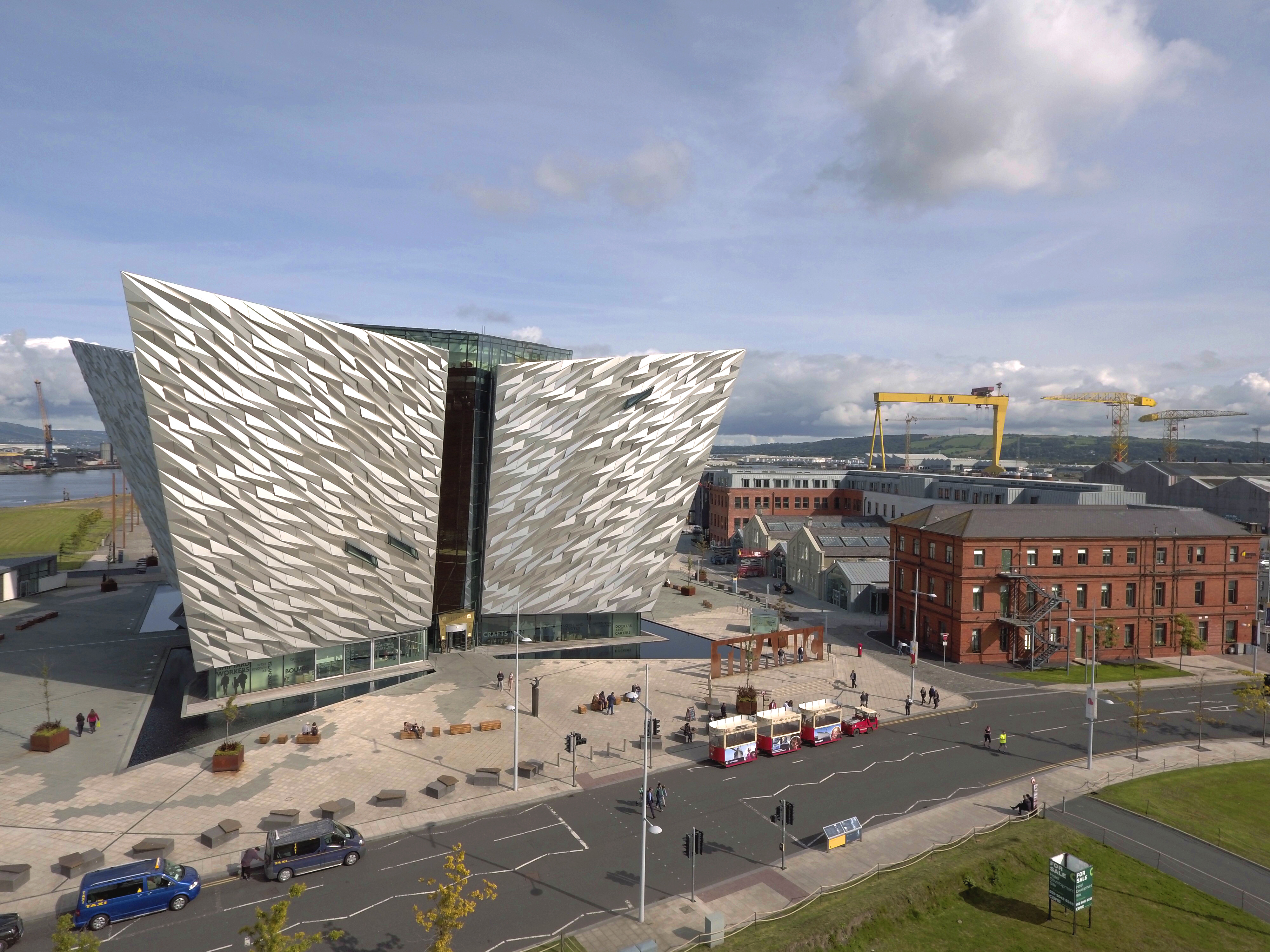
Belfast en het Titanic-museum
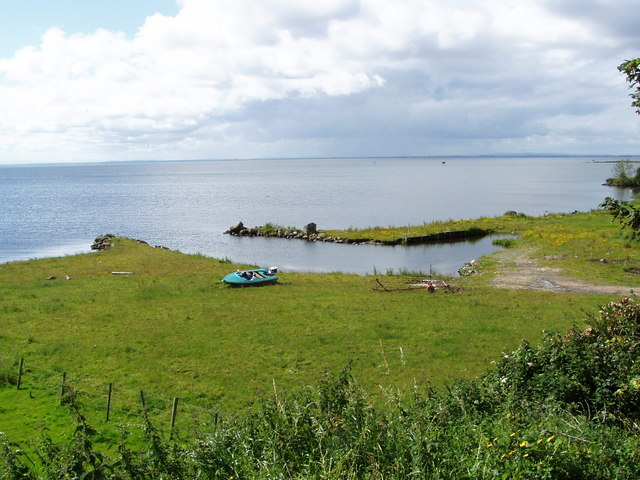
Lough Neagh
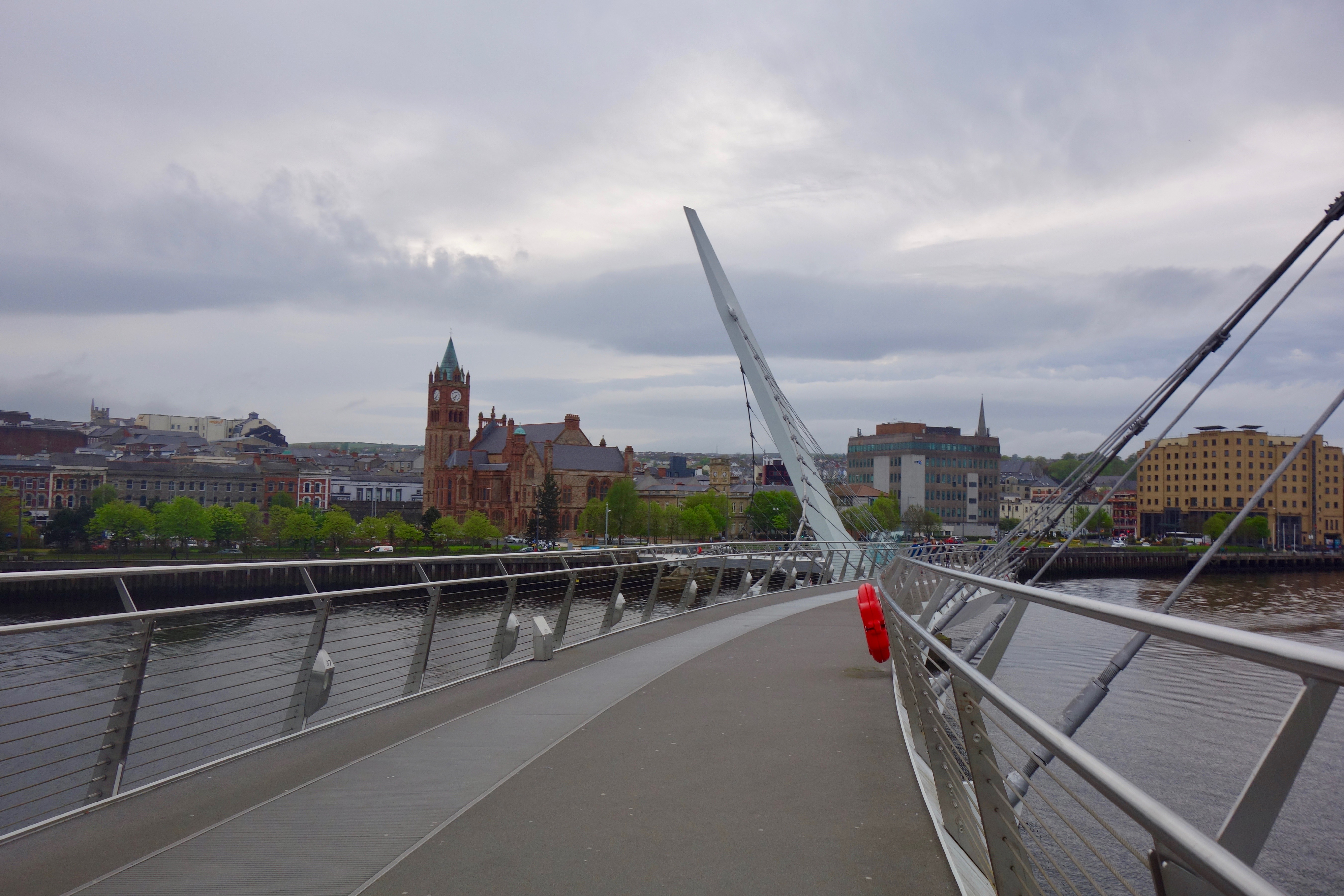
(London)Derry
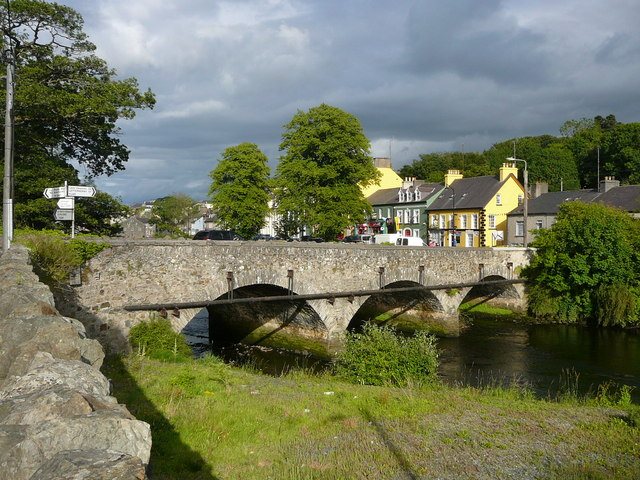
Ráth Mealtain
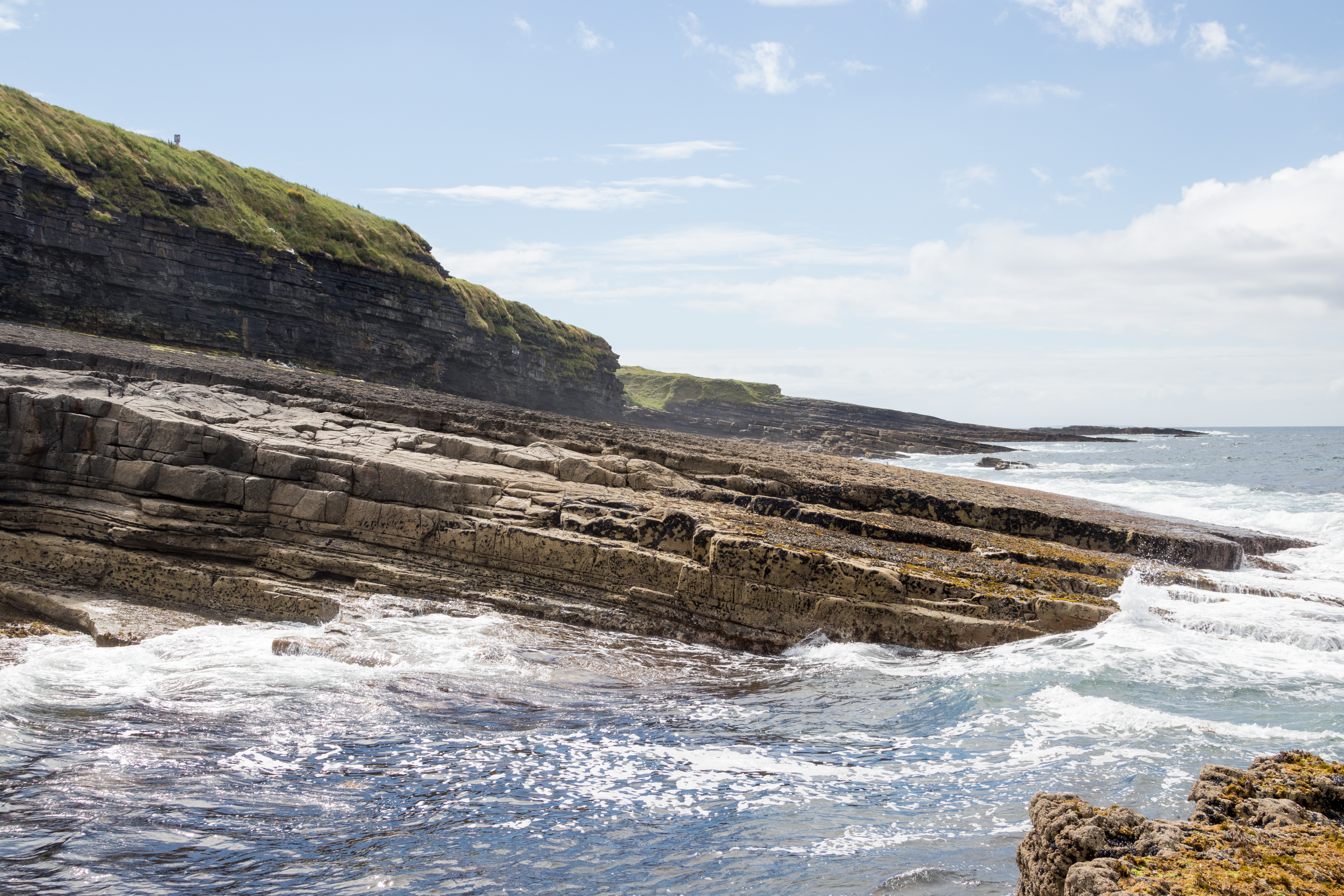
Mullaghmore
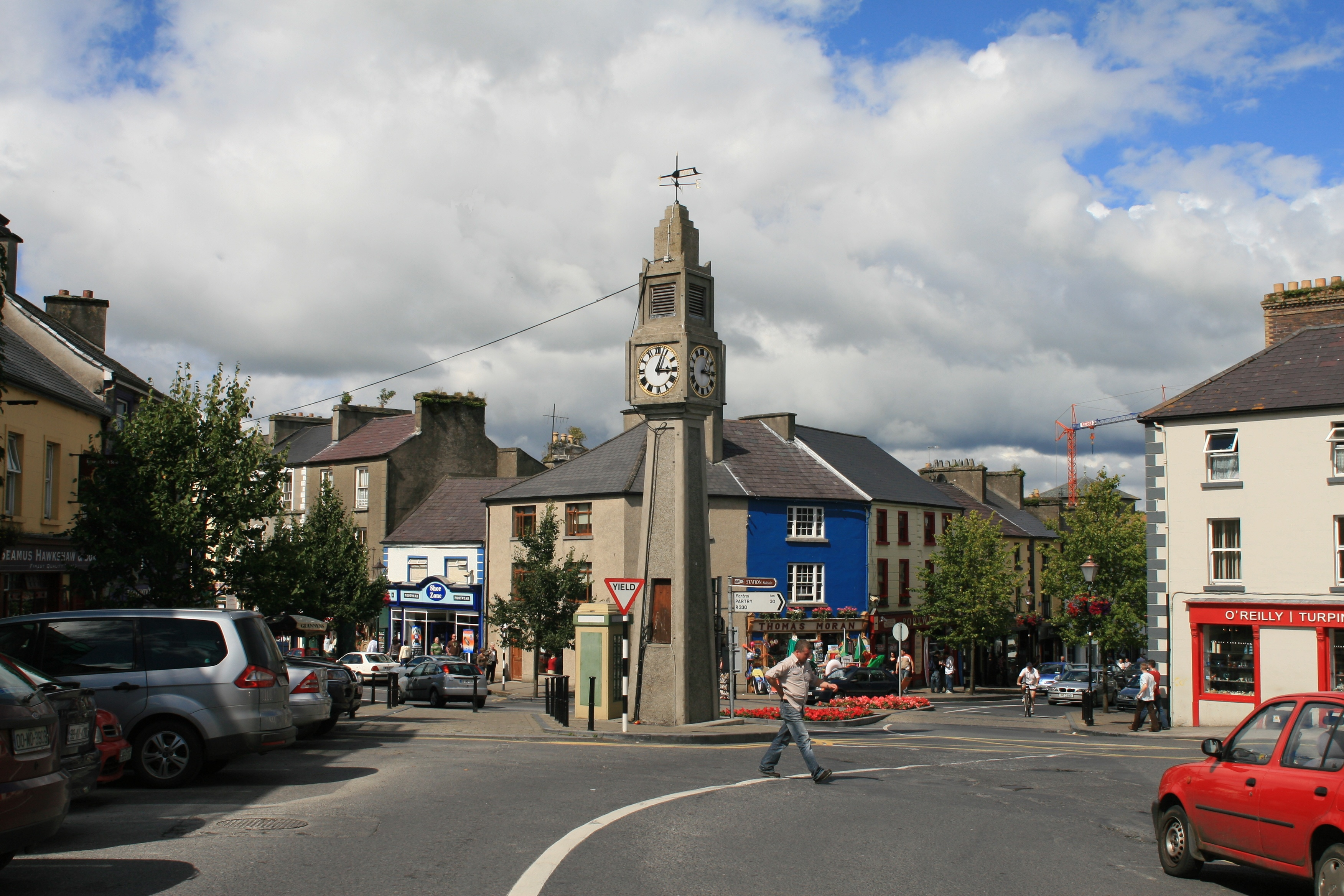
Westport
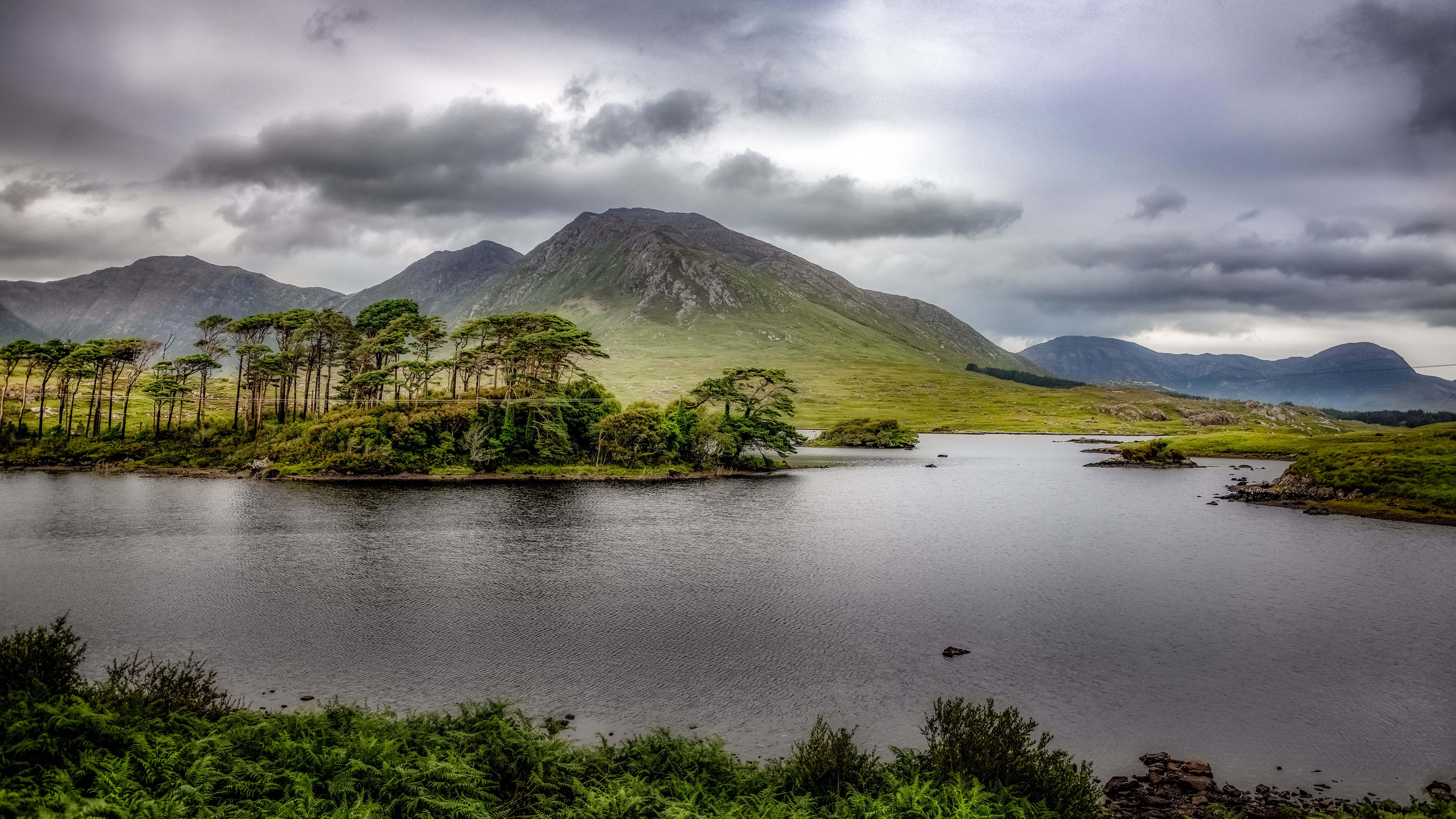
Nationaal Park Connemara en de Twelve Bens
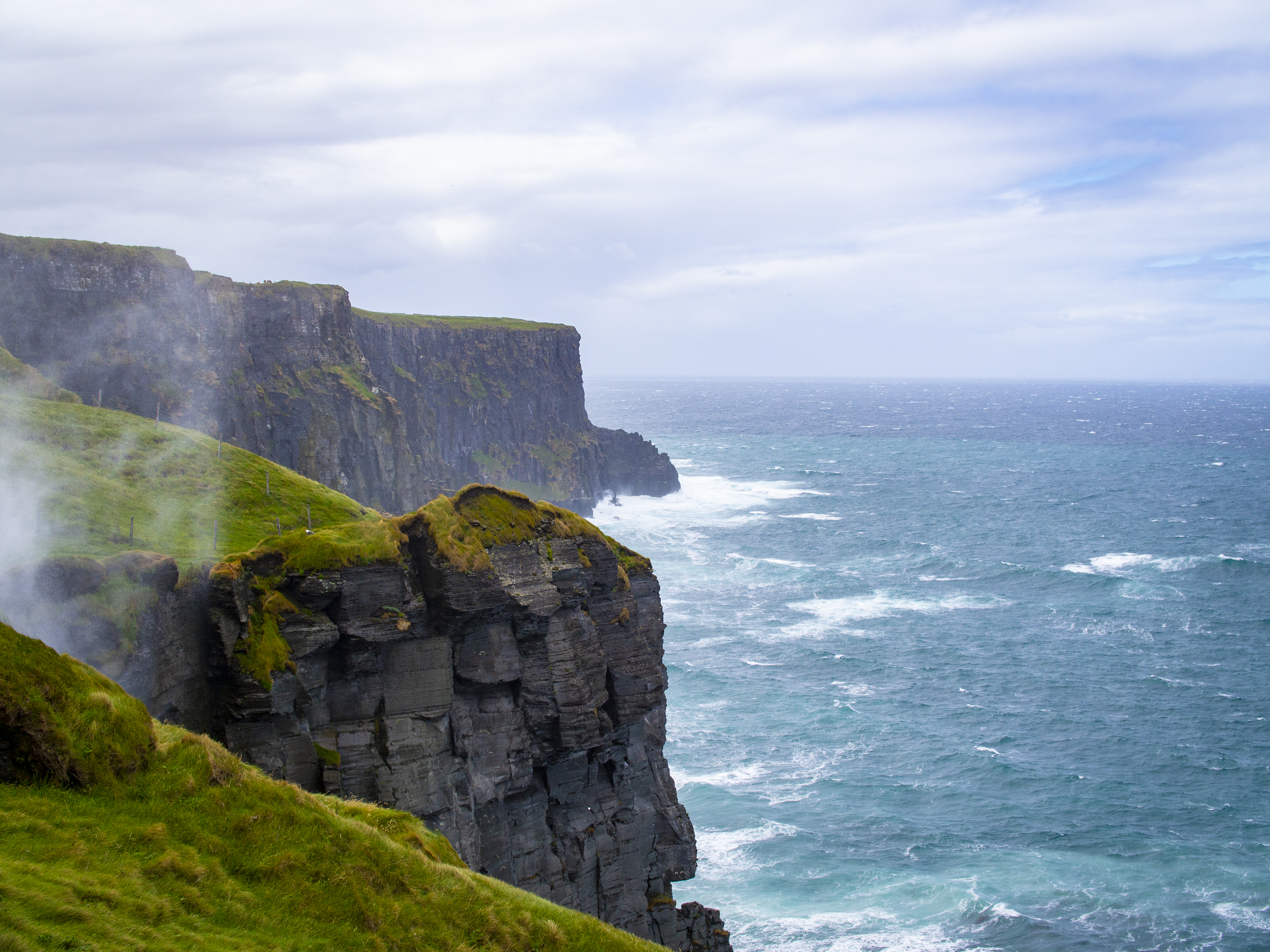
Klif van Moher
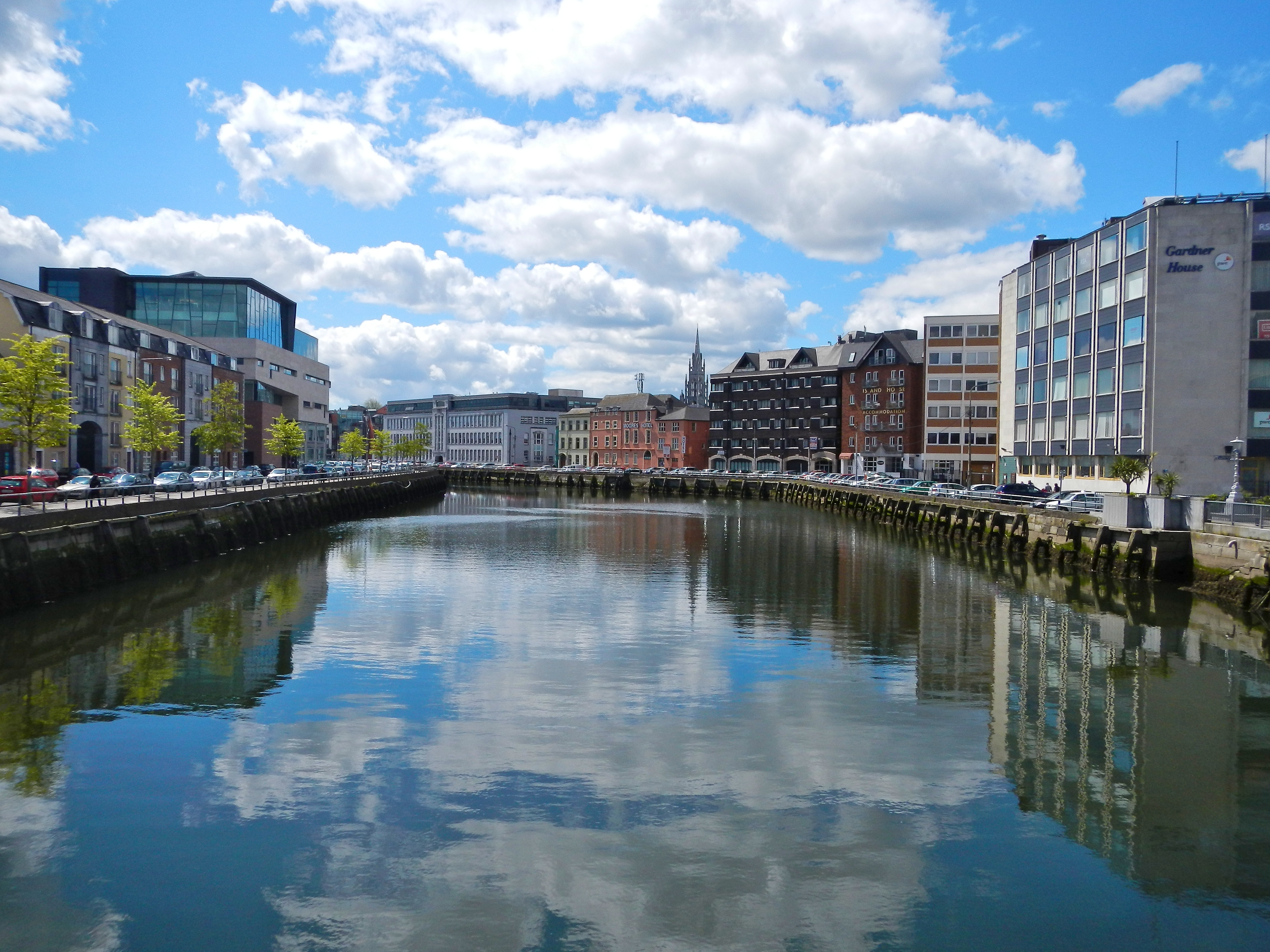
Cork

### Wales - Engeland
De fietsroute start in Wales in Fishgard. De bezienswaardigheden zijn het Nationaal Park Pembrokeshire Coast, St Davids en haar kathedraal, Cardiff, de Glastonbury Tor, de duinen van Braunton Burrows, het Nationaal Park Dartmoor en Plymouth.

Het deel in Groot-Brittannië is volledig open en bewegwijzerd (status 2020), er wordt gebruik gemaakt van de bewegwijzering van het National Cycle Network. 

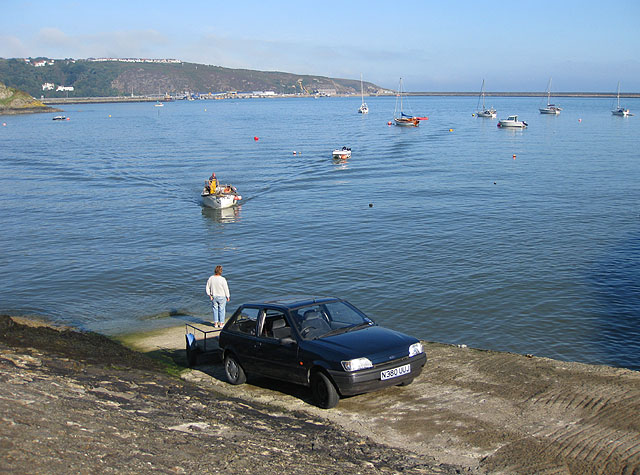
Fishgard
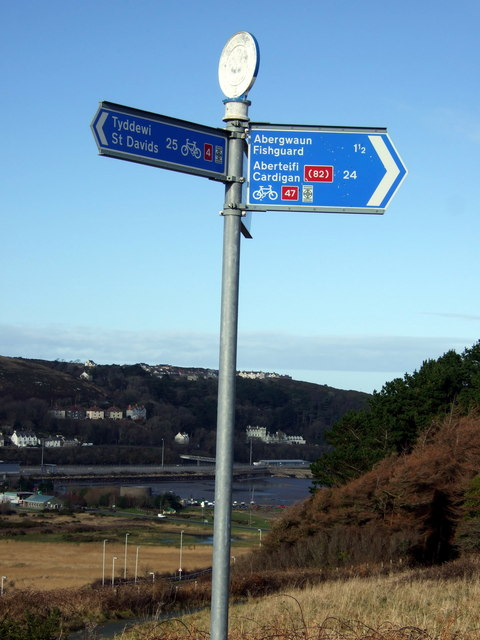
Markeringen vanaf de EV1 richting Fishgard
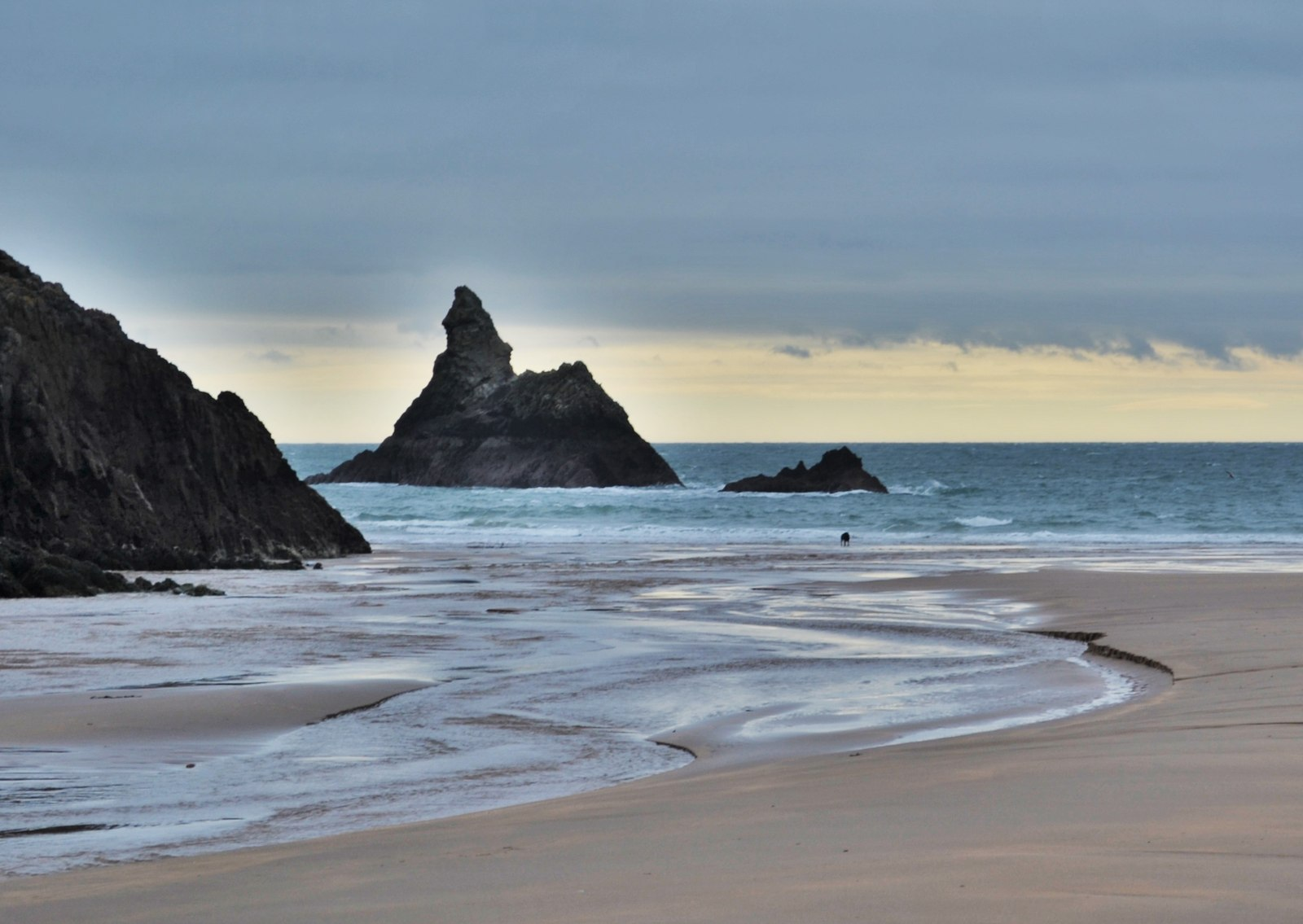
Nationaal Park Pembrokeshire Coast
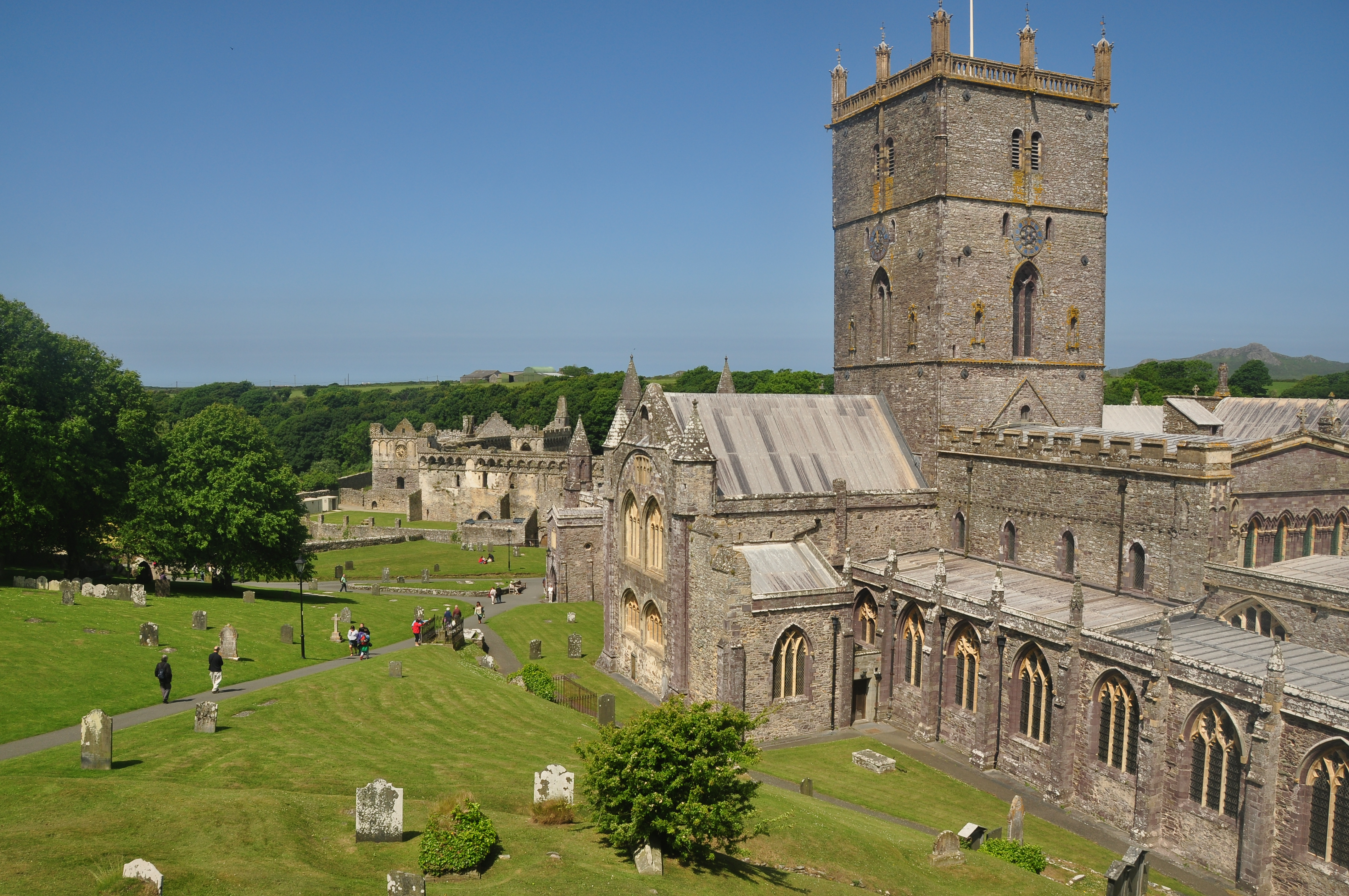
Kathedraal van St Davids
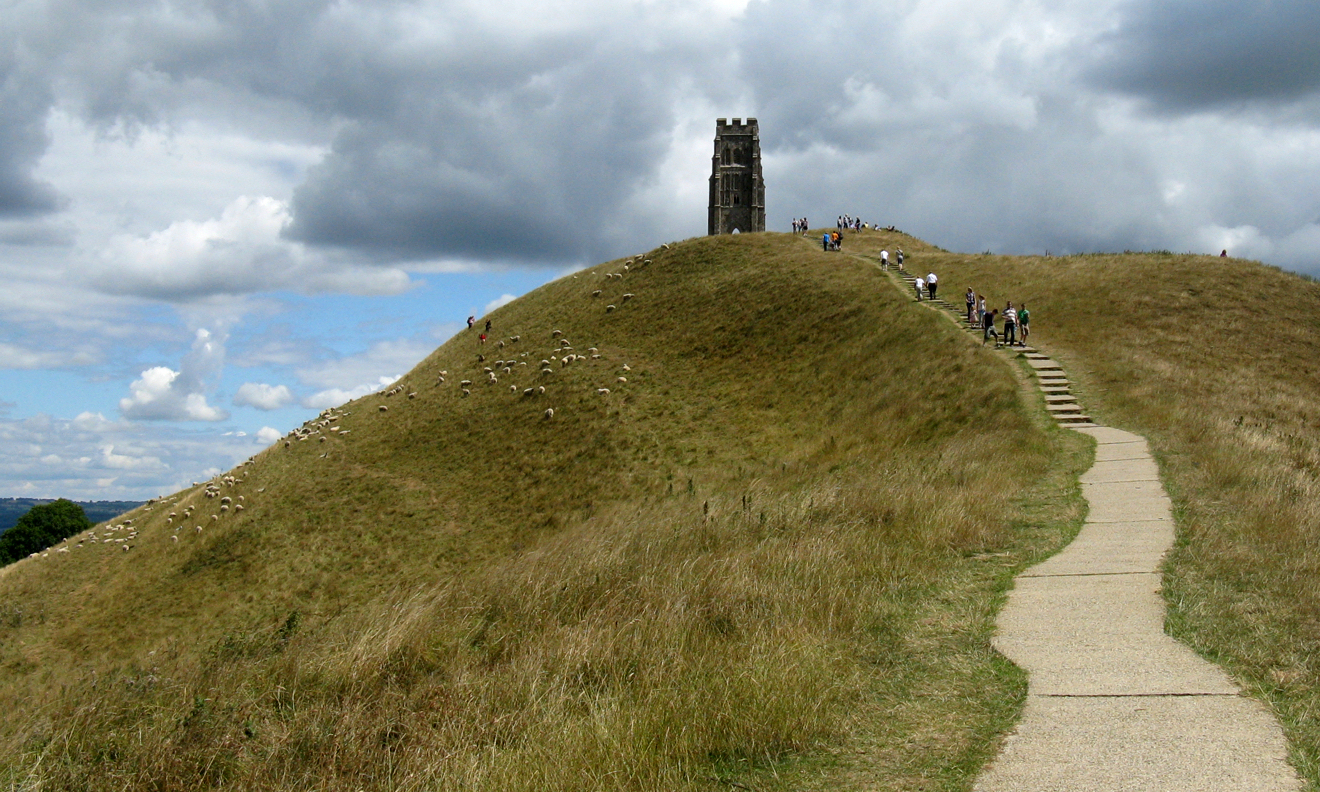
Glastonbury Tor
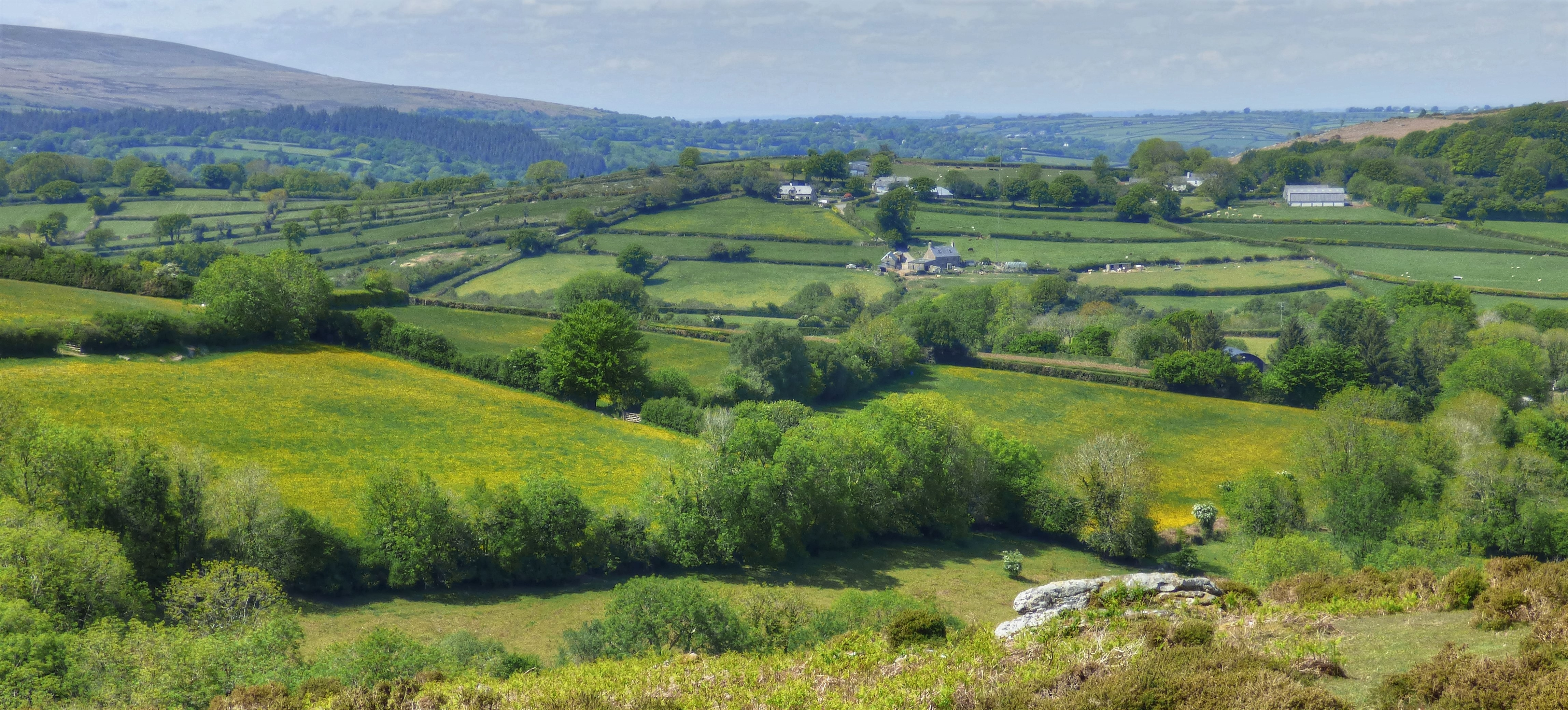
Dartmoor Nationaal Park
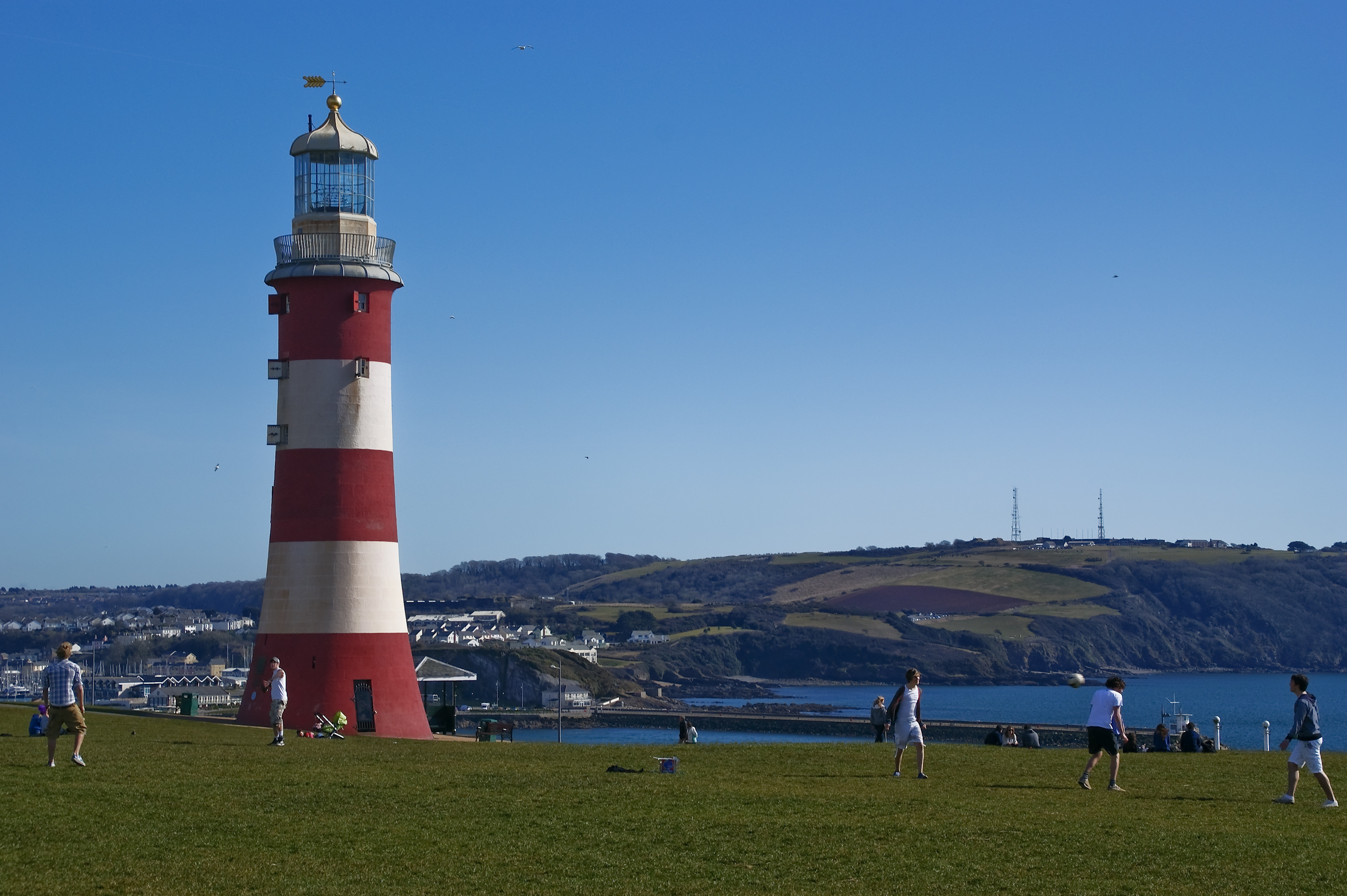
Plymouth

### Frankrijk
De EuroVelo1 Atlantische Kustroute in Frankrijk wordt Vélodyssée genoemd. Ze is 1 294 km lang en verbindt Roscoff met Hendaye, dichtbij of wat verder van de Atlantische kust. In Bretagne volgt ze grotendeels de voie verte (autovrije weg) langs het kanaal Nantes-Brest, In Nouvelle-Aquitaine volgt de route de groene weg langs de kust doorheen het bos van de Landes.
In 2013 werd de Vélodyssée op de Fiets- en Wandelbeurs in Amsterdam, verkozen tot "fietsroute van het jaar 2013".
De fietsroute is over de hele lengte open, waarvan 71,6% gescheiden van het gewone verkeer.

### Spanje
Het Spaanse gedeelte begint in Irun en volgt in dat land opvallend genoeg niet de Atlantische kust. Ze gaat namelijk eerst naar het het zuiden langs Pamplona, Puente la Reina, Logroño, de kloosters van San Millán Yuso en Suso, Burgos, Palencia, Zamora, Salamanca, Cáceres, de Romeinse stad Mérida, Zafra, het mijnbouwgebied van de Rio Tinto en Huelva. De laatste stad vóór Portugal is Ayamonte .
De fietsroute gaat van Zamora tot Mérida over het traject van de oude Romeinse weg Vía de la Plata.

In 2021 zijn de Spaanse secties tussen Irun en Santo Domingo de la Calzada (ongeveer 220 km) en tussen El Real de la Jara en Huelva (ongeveer 130 km) nog niet klaar.

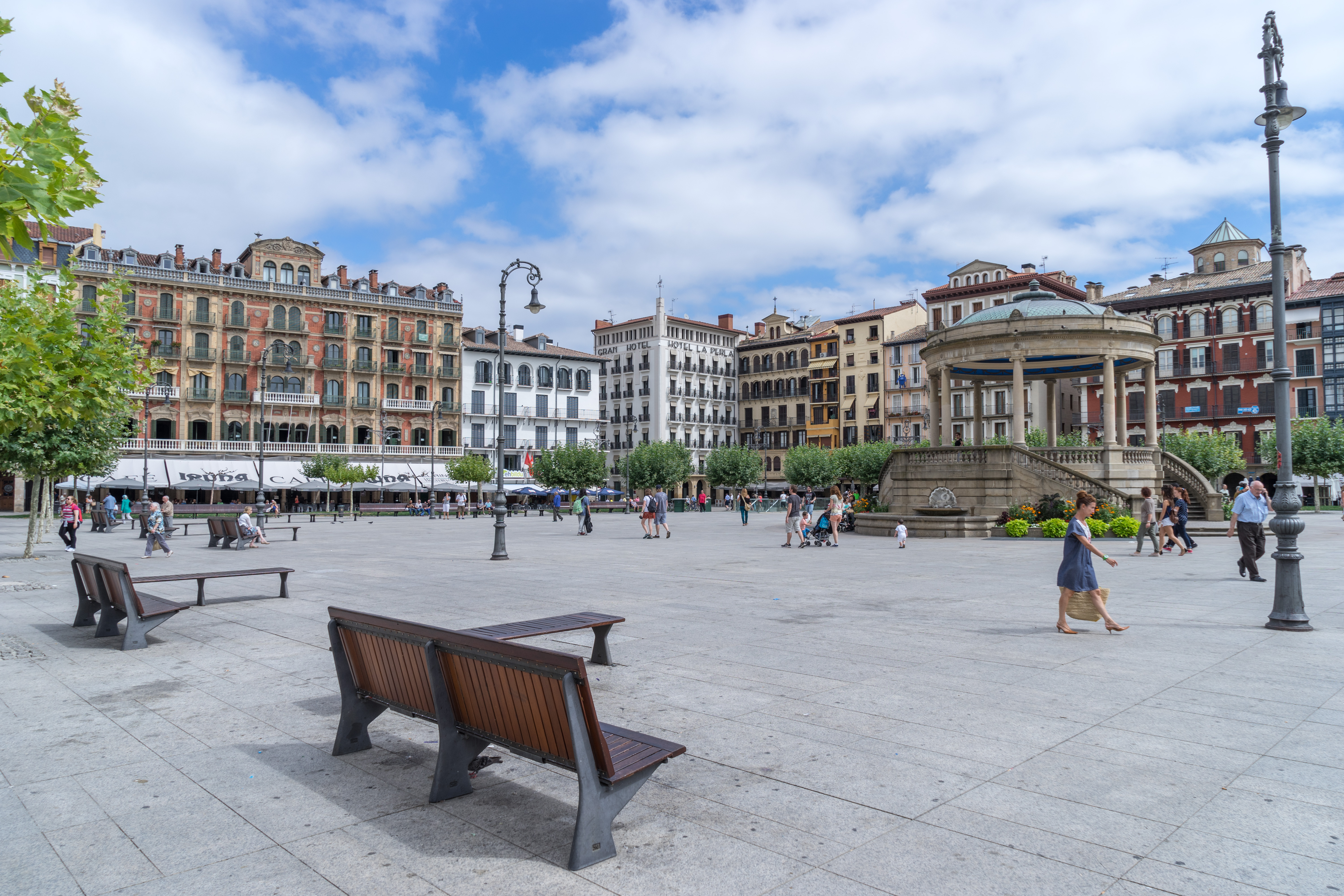
Pamplona
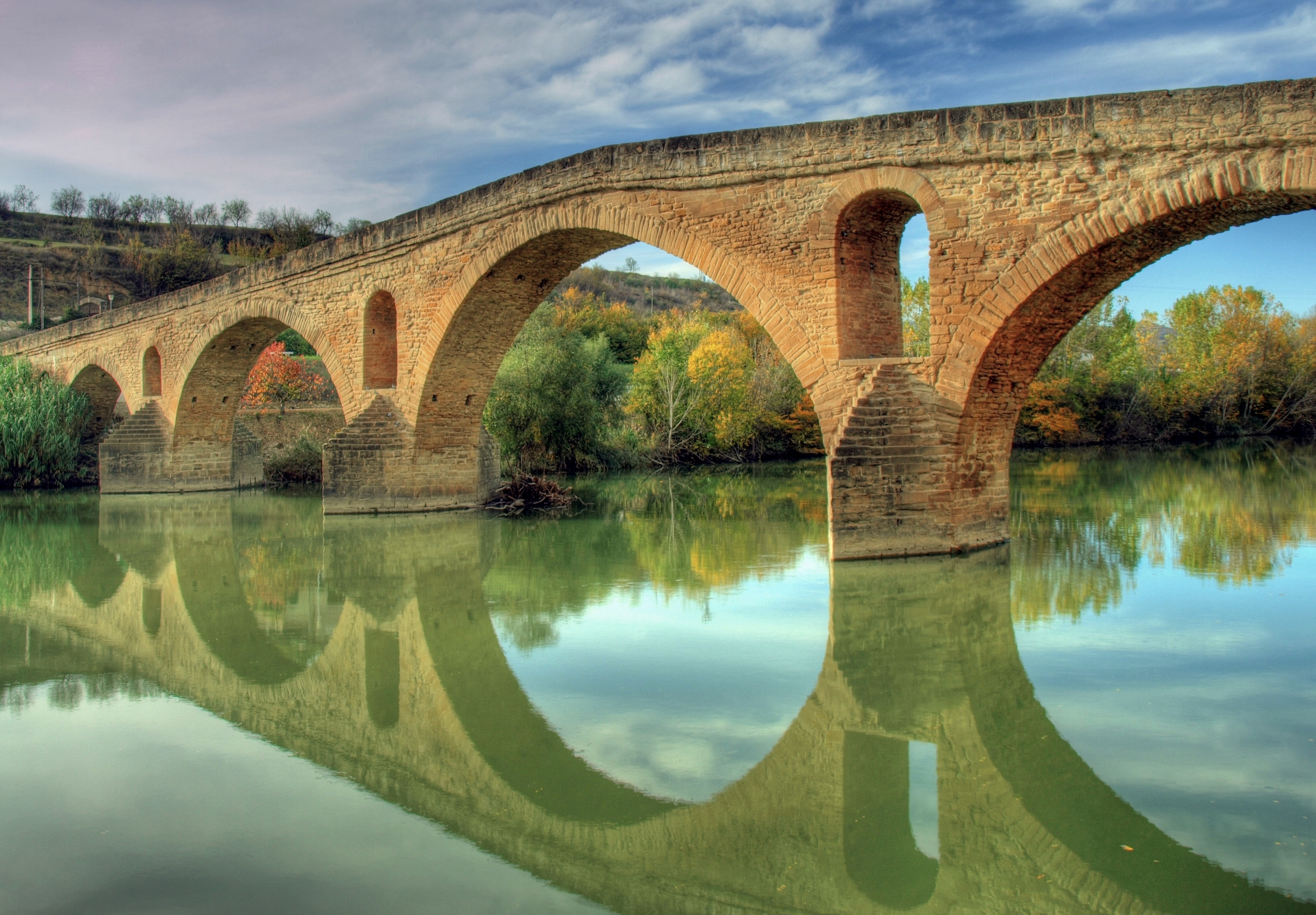
Puente la Reina
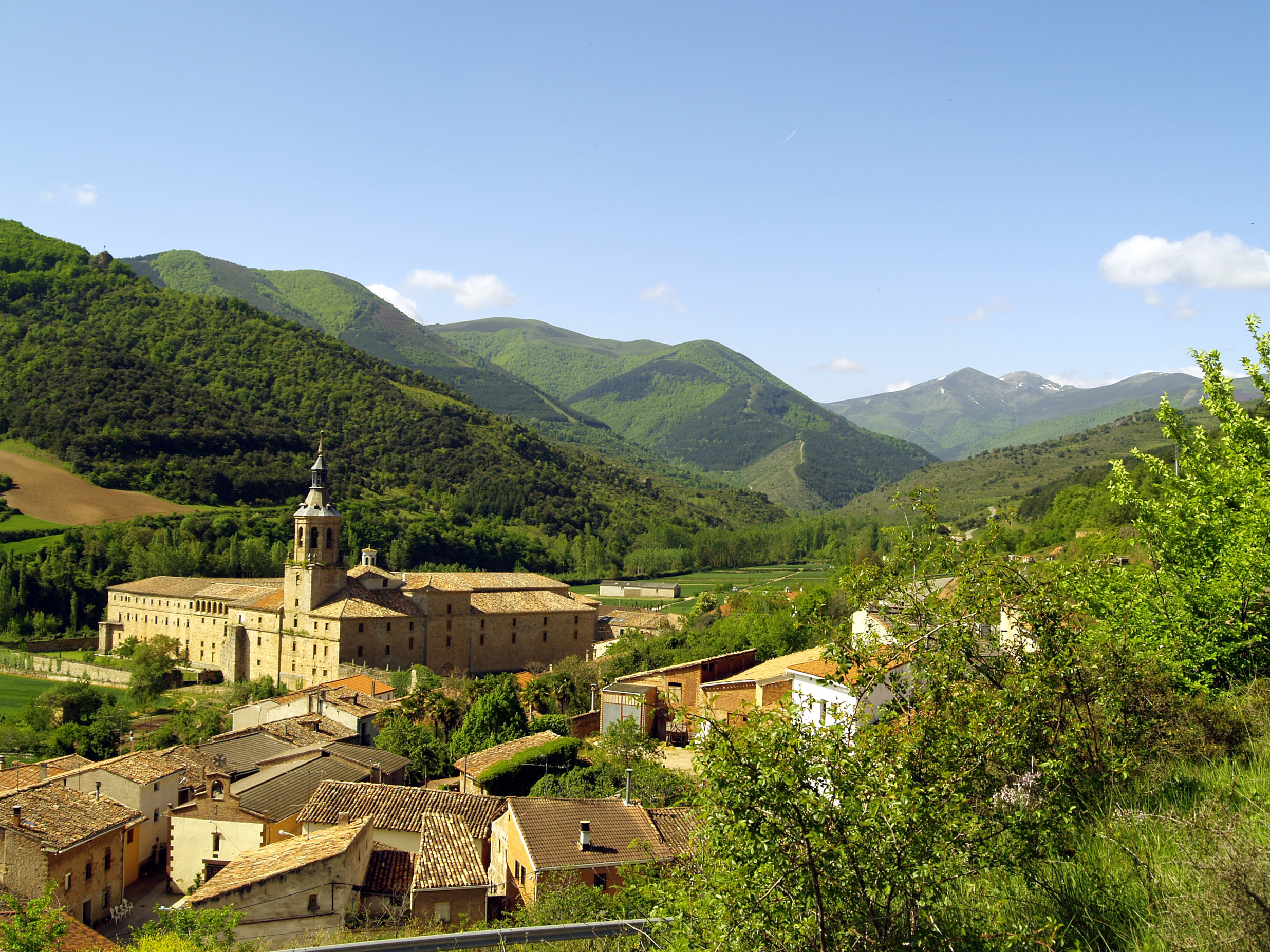
Klooster van San Millán de la Cogolla
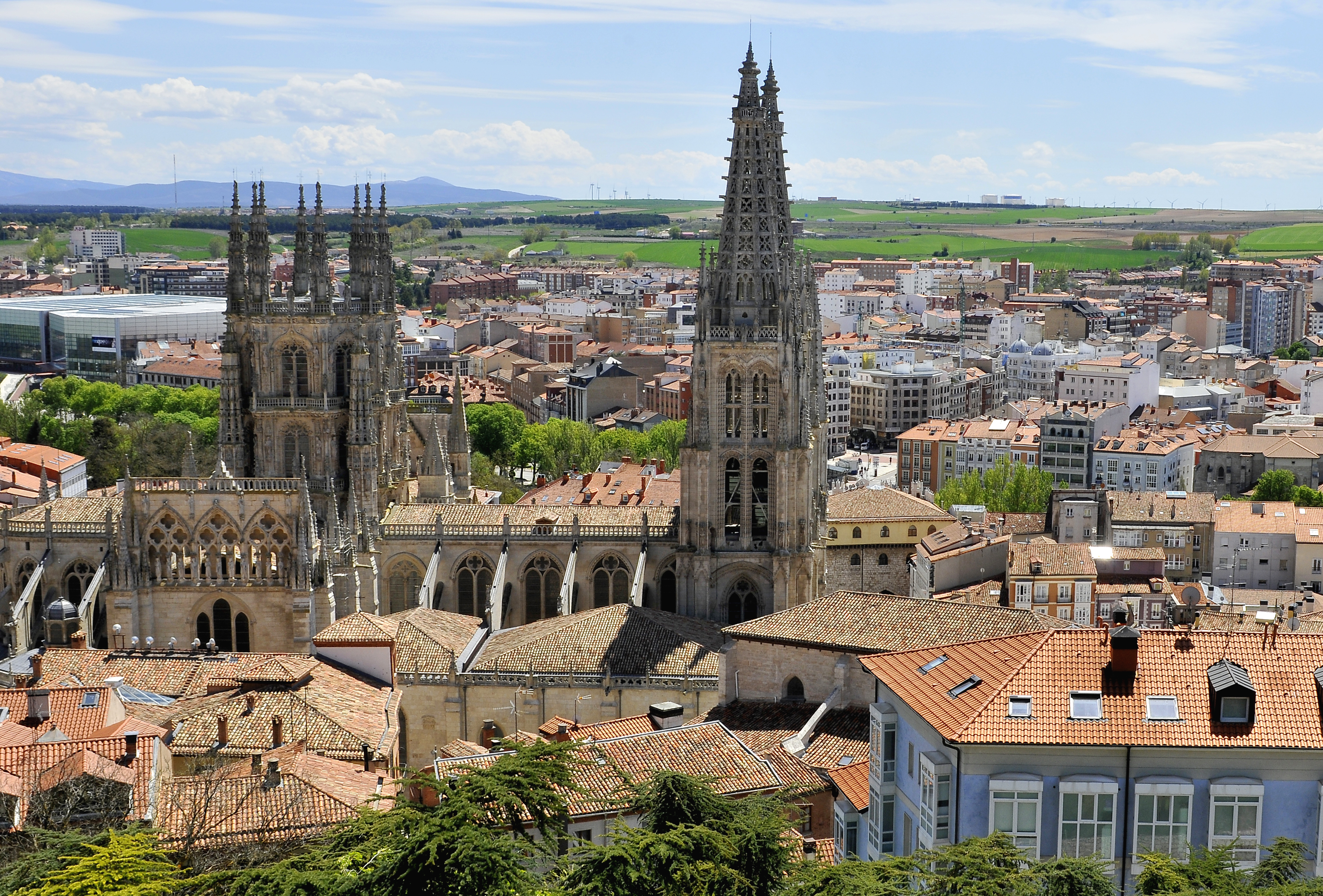
Burgos
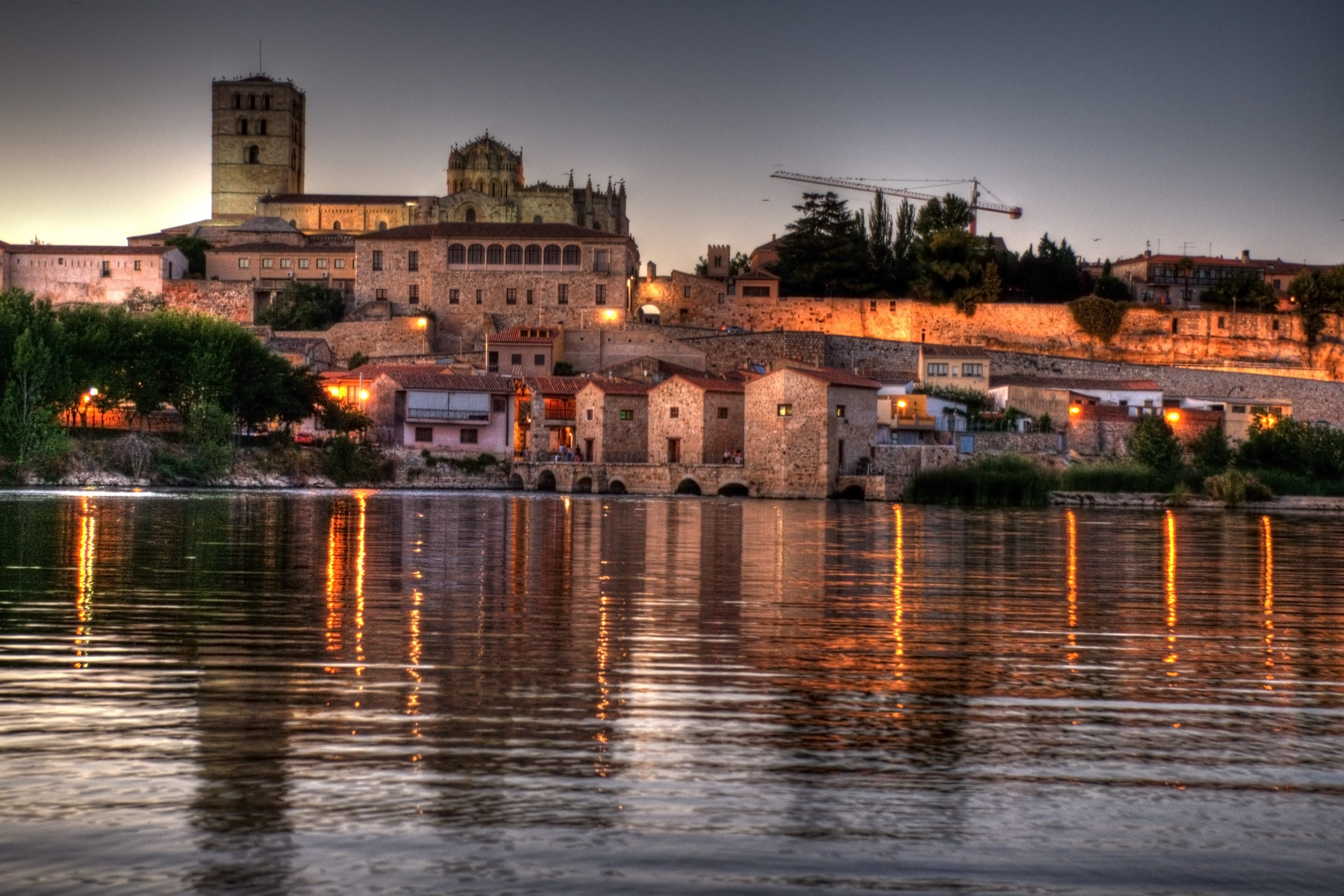
Zamora
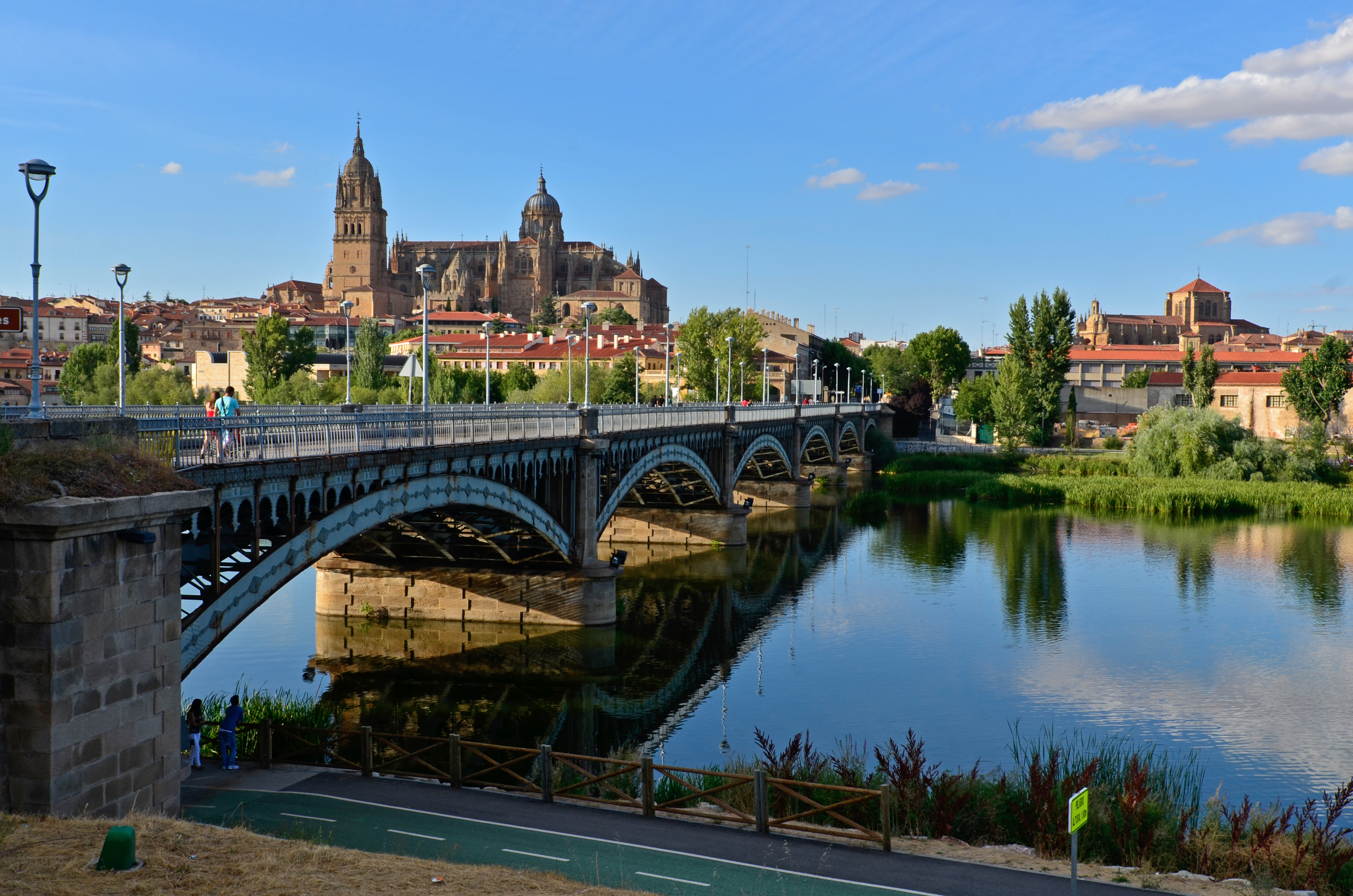
Salamanca
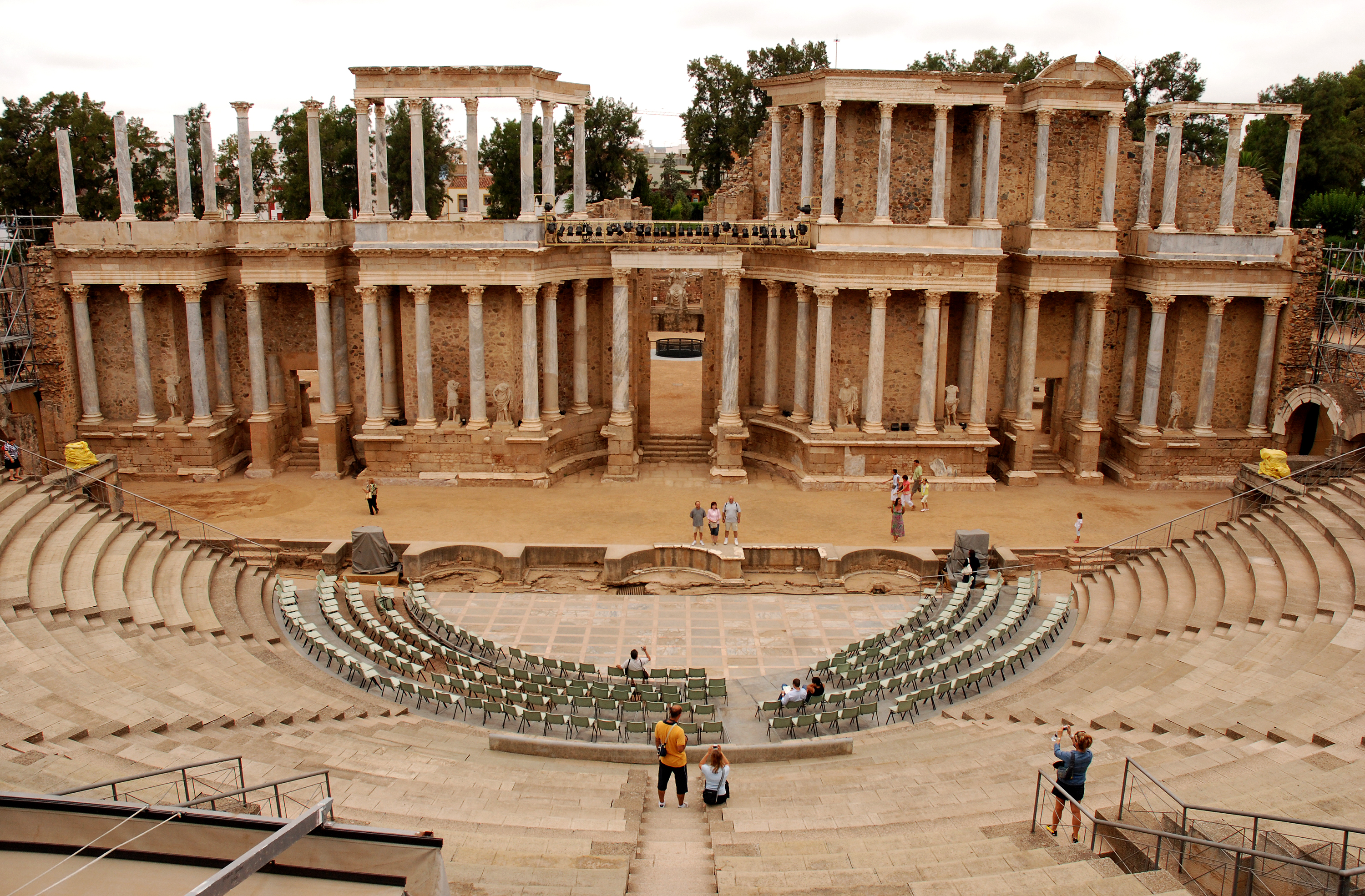
Merida
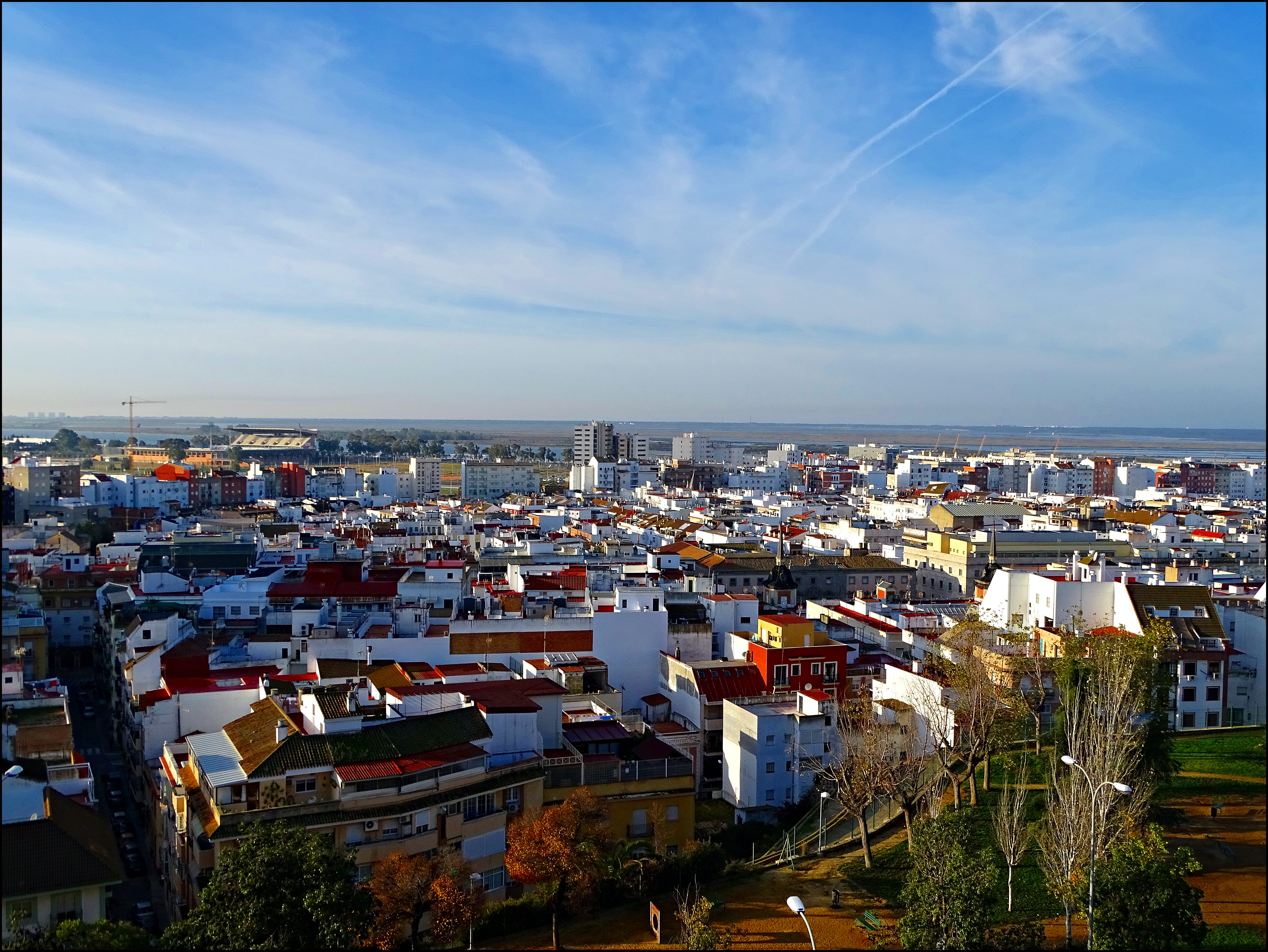
Huelva

### Portugal
Portugal is het laatste land dat de EV 1 doorkruist. De fietsroute start in Vila Real de Santo António en gaat dan verder langs de zuidkust door Tavira, het natuurpark Ria Formosa, het oude centrum van Faro, de kust van de Algarve en het fort van Sagres. De route gaat daarna terug naar het noorden langs de Portugese Atlantische kust via Porto Covo, Lissabon, Sintra, Nazaré, Porto om te eindigen in Caminha, op de grens met Spanje (Galicië). De route is geheel aaneengesloten en bewegwijzerd (status 2020).

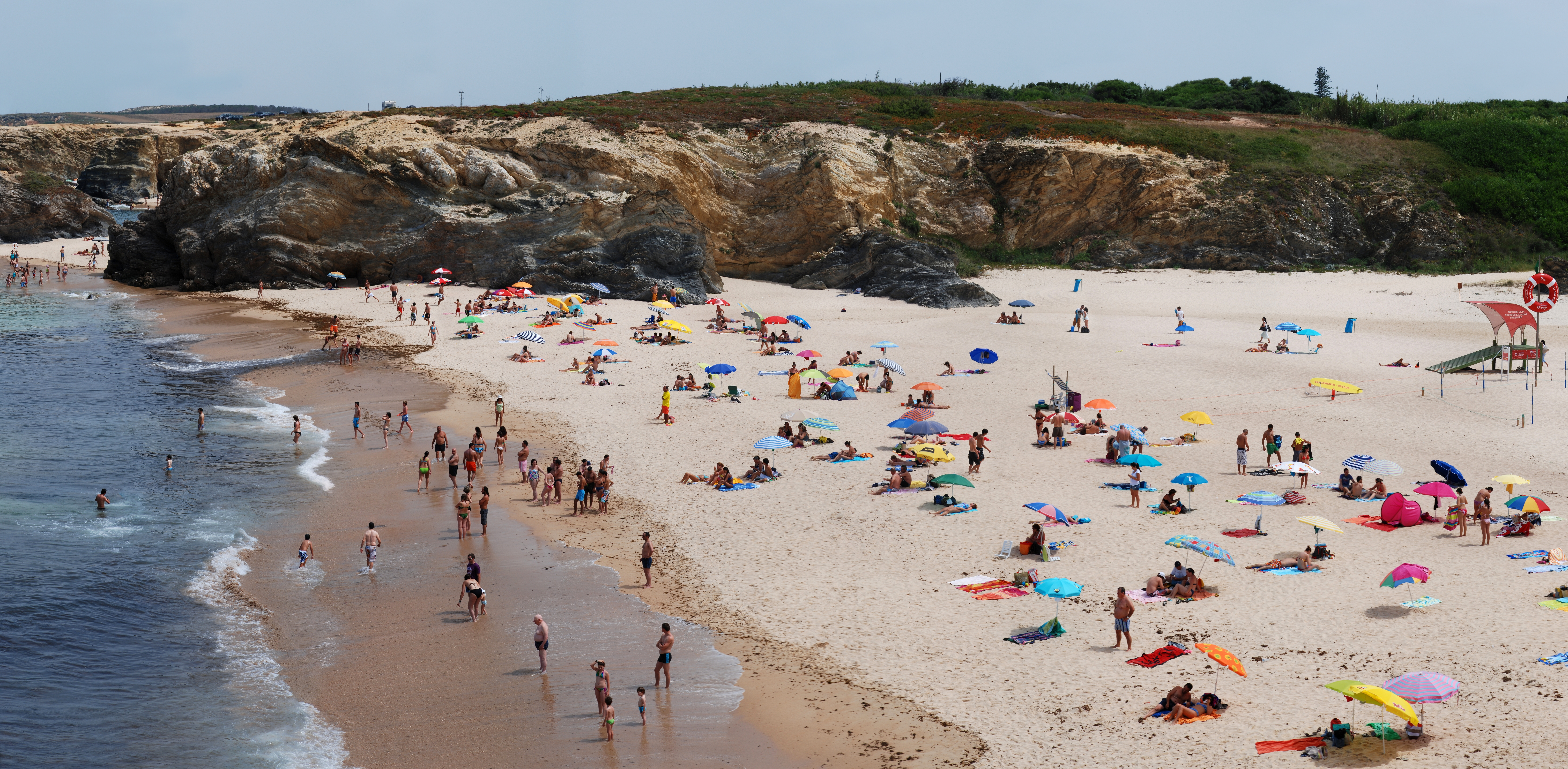
Porto Covo
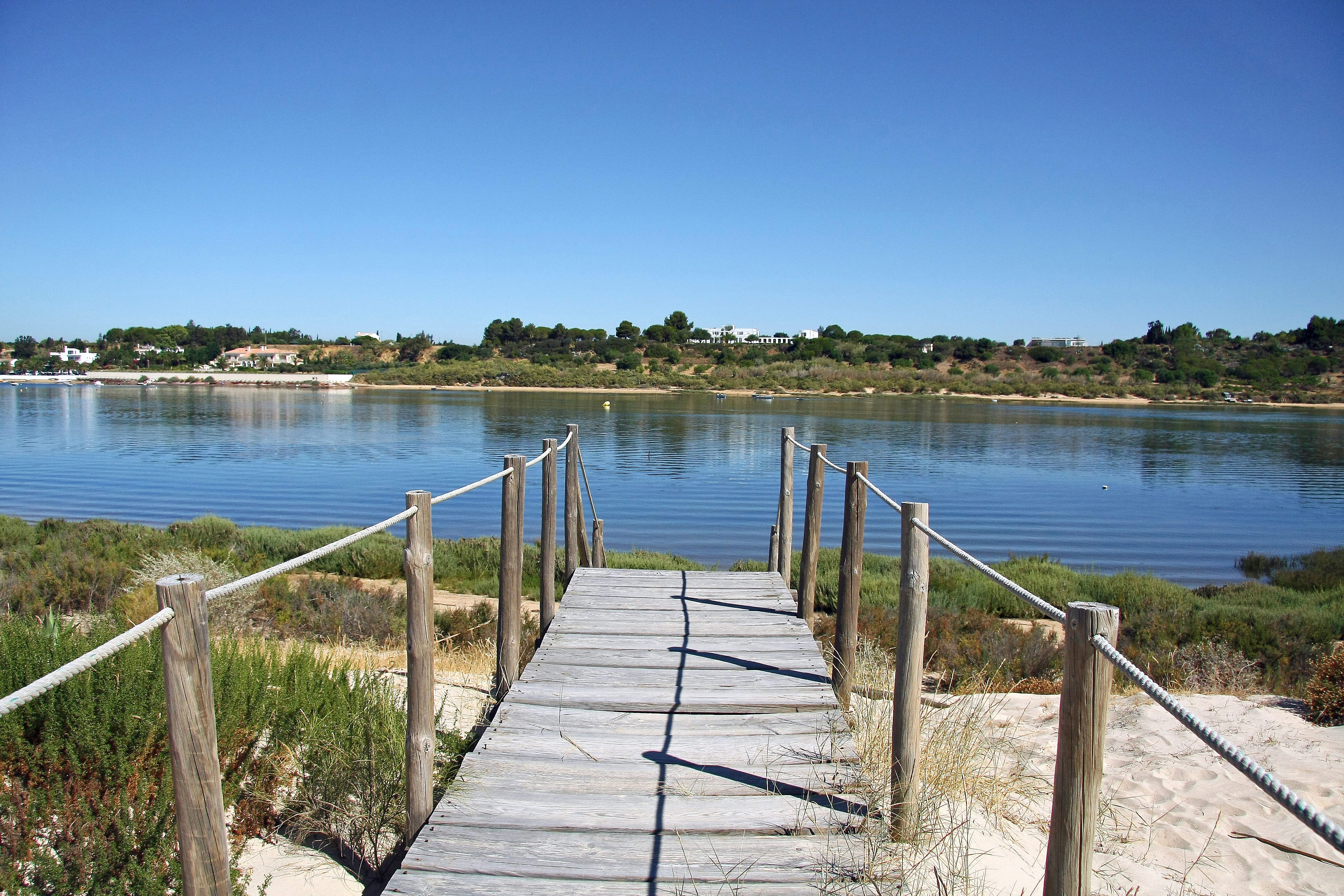
Ria Formosa
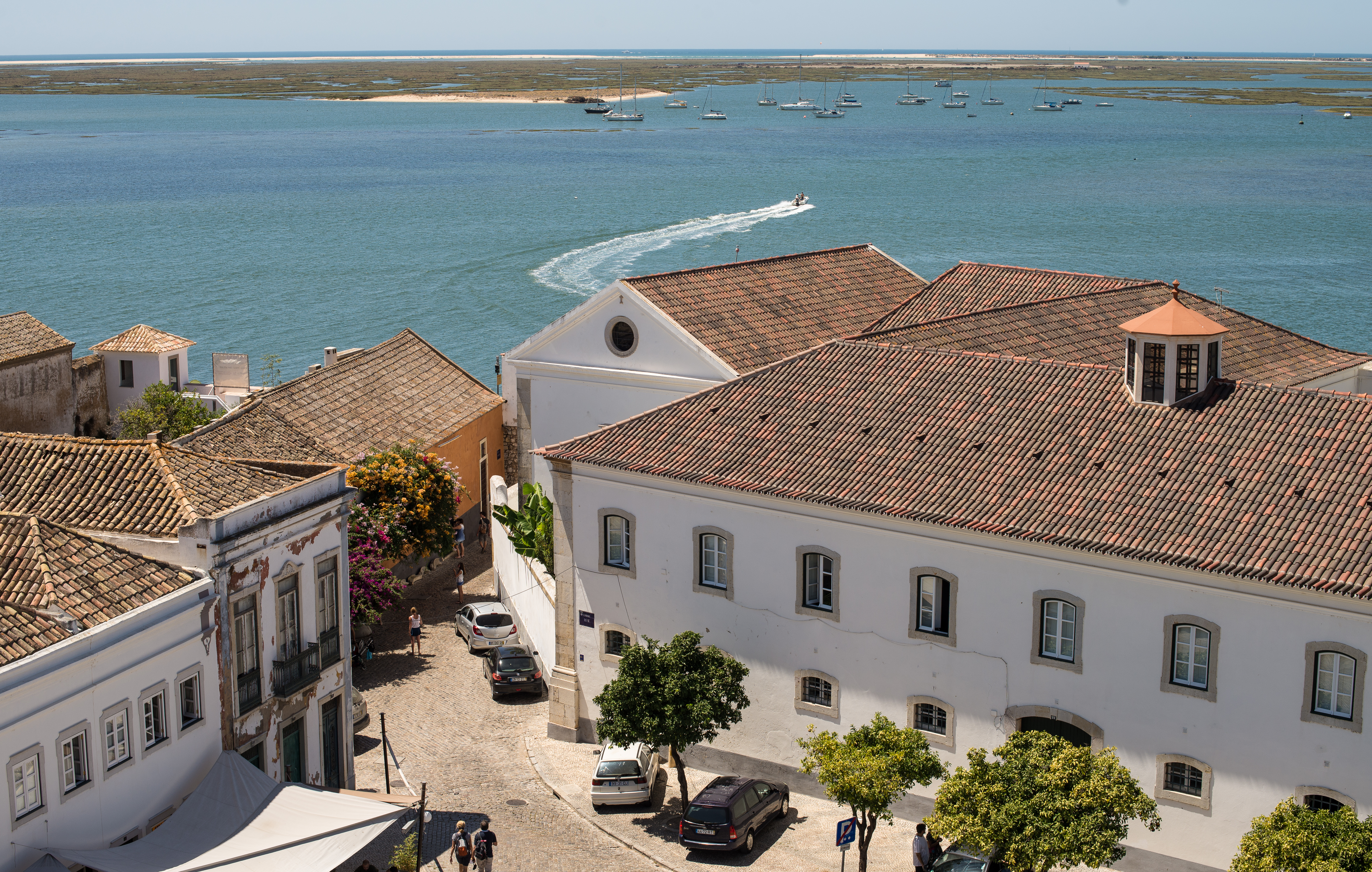
Faro
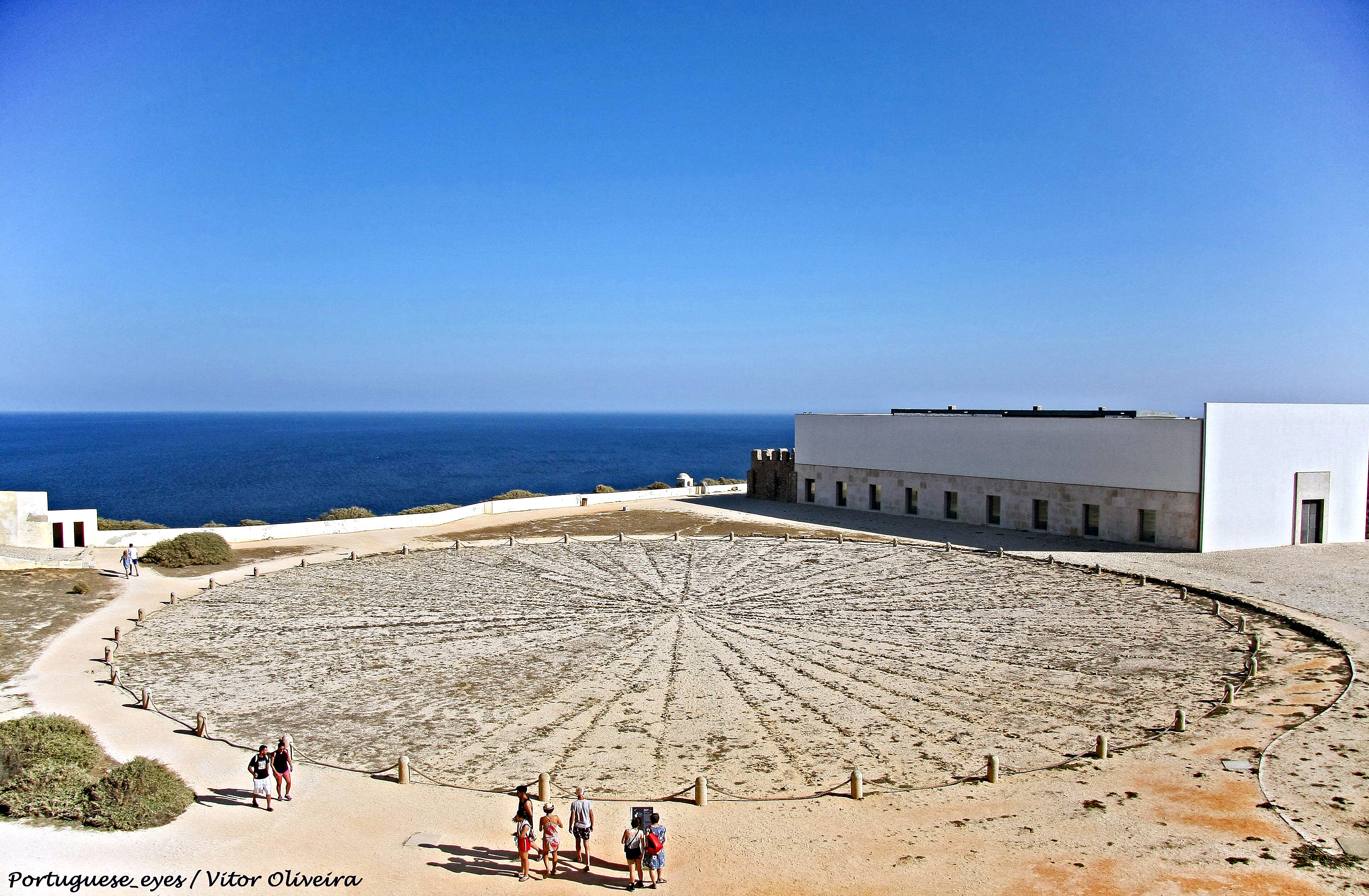
Fort van Sagres
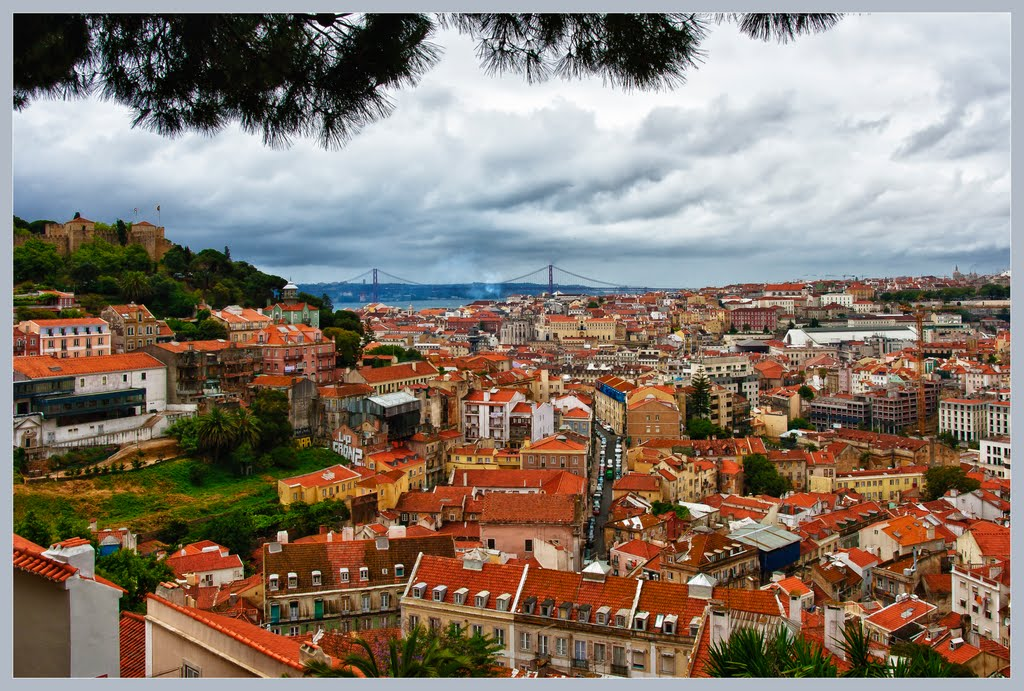
Lissabon
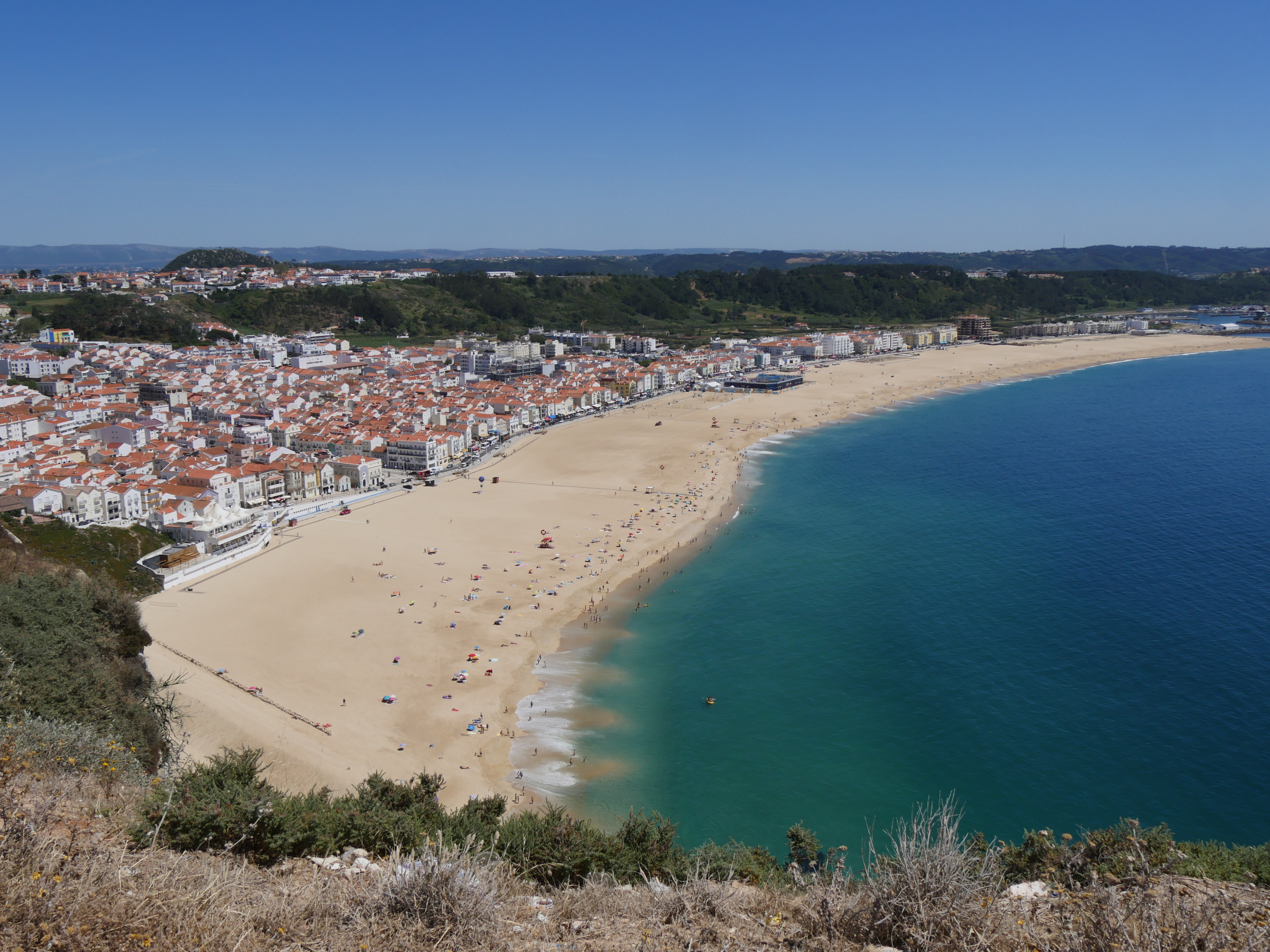
Nazaré
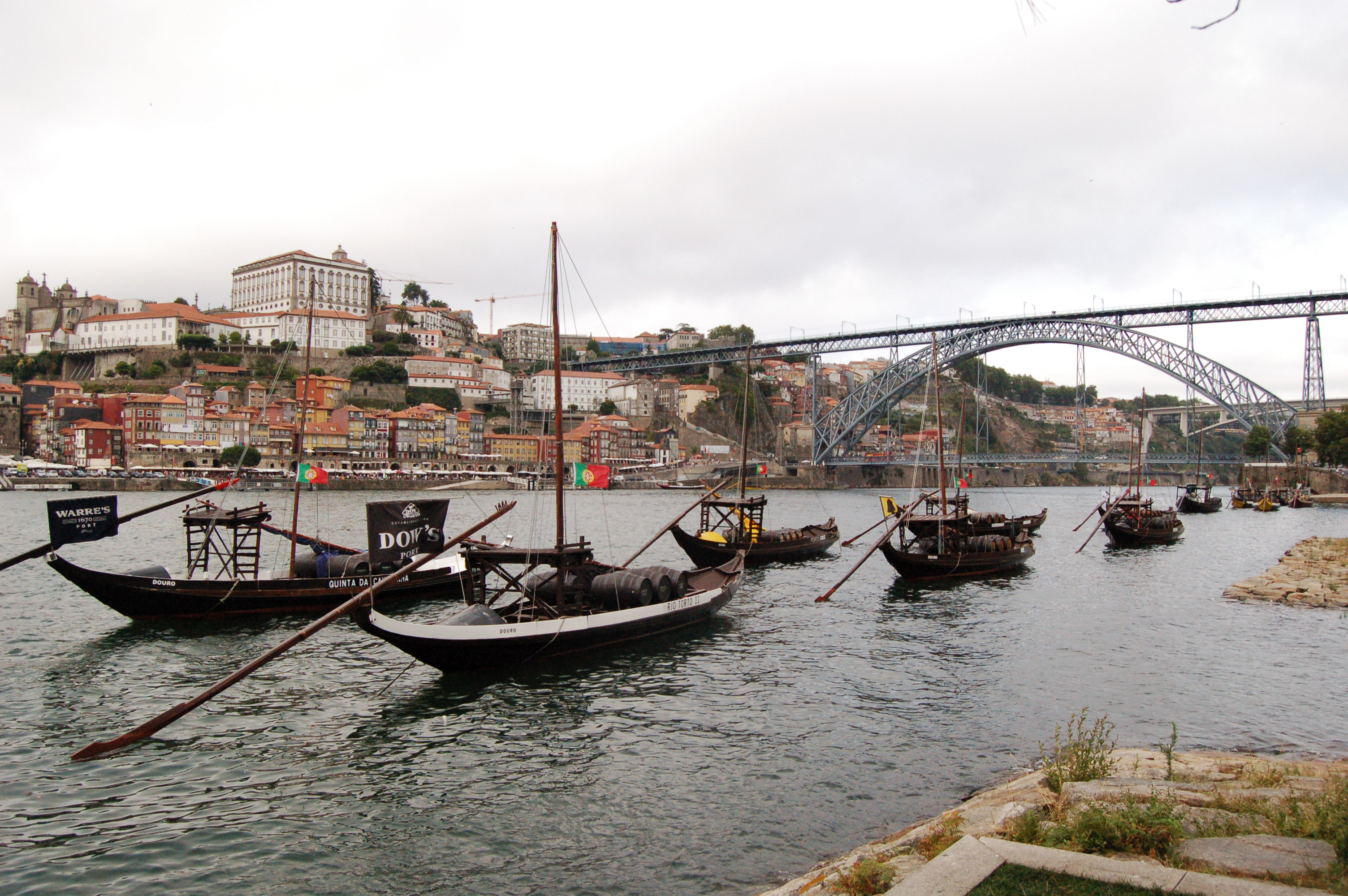
Porto
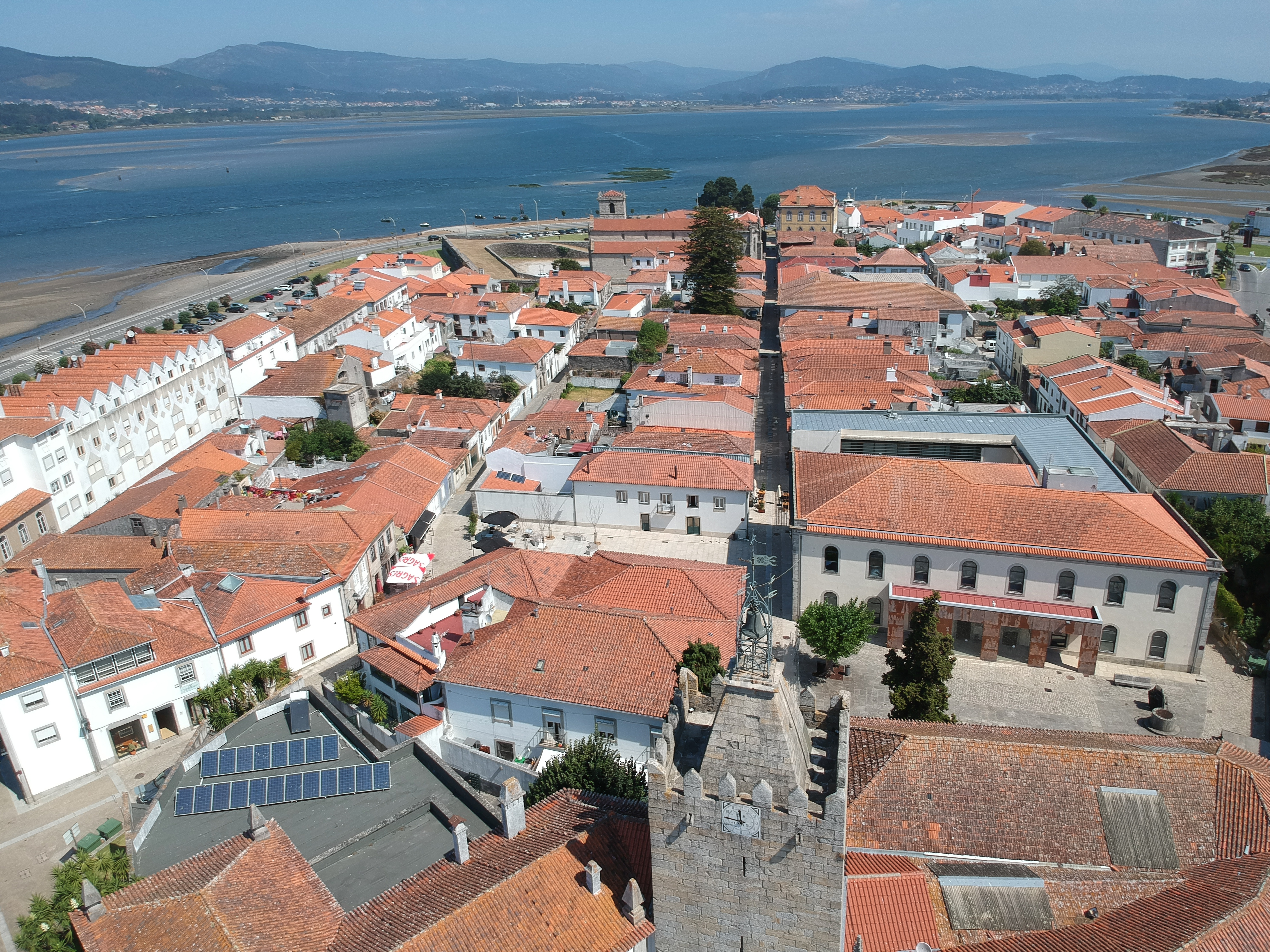
Caminha